# الخط الزمني للحرب الفلسطينية الإسرائيلية (سبتمبر 2024)
تسردُ هذه المقالة الخطّ الزمني للحرب الإسرائيلية الفلسطينية في شهر أيلول/سبتمبر من عام 2024.
المقالة مقسّمة ومرتبة زمنيًا، وتضمّ فقرات أحداث كل يومٍ من أيام الشهر مع روابط لمقالات أخرى مفصّلة. لا تقتصر الأحداث على الحرب الدائرة في قطاع غزّة فحسب، بل تشملُ ما يجري في جبهات أخرى قريبة أو محيطة مثل جنوب لبنان والأردن ومصر وغيرها من الدول المشاركة بشكل مباشر أو غير مباشر في القضية الفلسطينية.

## 1 سبتمبر

### غزة
- أفادت وزارة الصحة في غزة باستشهاد 47 فلسطينياً وجرح 94 على الأقل في هجمات إسرائيلية خلال الساعات الـ 48 الماضية، مما يرفع حصيلة الشهداء الفلسطينيين في غزة إلى 40,738.[1]
- استشهد 11 شخصًا وجرح عدد من الفلسطينيين في قصف استهدف «مدرسة صفد» خلف «مسجد الشافعي» في حي الزيتون جنوب شرقي مدينة غزة،[2] واستشهد فلسطيني وأصيب آخرون في غارة على شارع النزاز بحي الشجاعية شرقي مدينة غزة، واستشهد فلسطينيان وأصيب آخرون في قصف إسرائيلي استهدف منزلًا في محيط متنزه البلدية غربي اامدينة.[3]
- استشهد 3 فلسطينيين وجرح آخرون بقصف إسرائيلي استهدف منطقة المواصي التي تؤوي نازحين غربي خان يونس.[3]
- أعلنت مصادر طبية في «المستشفى المعمداني» عن استشهاد طفلة[ا] متأثرة بجروح أصيبت بها في قصف الاحتلال أمس أرضًا بجوار مبنى المختبر في المستشفى بمدينة غزة، وهو ما أدى لوقوع شهداء وجرحى معظمهم نساء وأطفال.[3]

### الضفة الغربية
- قُتل ثلاثة عناصر من شرطة الاحتلال الإسرائيلي وفق ما أعلن الإسعاف الإسرائيلي، في عملية إطلاق نار استهدفت سيارة شرطة قرب حاجز ترقوميا في الخليل.[4][5]

## 2 سبتمبر

### غزة
- أفادت وزارة الصحة في غزة باستشهاد 48 فلسطينياً وجرح 70 على الأقل في هجمات إسرائيلية خلال الساعات الـ 48 الماضية، مما يرفع حصيلة الشهداء الفلسطينيين في غزة إلى 40,786.[6]
- استشهاد 3 فلسطينيين وجرح آخرين في غارة إسرائيلية على سيارة مدنية مقابل عيادة الرمال غرب مدينة غزة، وتم نقلهم إلى مستشفى المعمداني في غزة.[7] فيما استشهد 4 أشخاص وجرح آخرين بغارة إسرائيلية استهدفت منزلًا في مخيم البريج وسط قطاع غزة.[8]
- استشهد 5 فلسطينيين،[ب] إثر قصف عنيف للاحتلال الإسرائيلي استهدف نقطة لبيع الخبز الجاهز أمام مدرسة الفاخورة التي تؤوي نازحين بمخيم جباليا شمالي قطاع غزة،[9] واستشهد 4 شهداء وأُصيب 15 آخرين جراء قصف الاحتلال منزلًا لعائلة «العمصي» وبئر مياه في منطقة الكرامة شمال غرب مدينة غزة.[9]
- استشهد فلسطينيَّين أحدهما طفل بقصف إسرائيلي استهدف مجموعة من المواطنين شمال غربي مخيم النصيرات وسط القطاع.[10]

### جنوب لبنان
- أعلن حزب الله استهداف مبنيان يستخدمهم جنود إسرائيليين في مستوطنتي «المنارة» و«أفيفيم» فيما استهدفت غارات إسرائيلية بلدة بليدا وأطراف بلدتي حانين ويارون.[11]
- أستشهد لبنانيان إثر غارة إسرائيلية استهدفت سيارة في بلدة الناقورة جنوب لبنان.[12]

### أخرى
- أعلنت المتحدث العسكري للحوثيين أن الجماعة نفذت عملية عسكرية نوعية استهدفت سفينة «BLUE LAGOON I» في البحر الأحمر بعد «انتهاك الشركة المالكة لها قرار حظرِ الدخول إلى موانئ فلسطين المحتلة».[13]
- أعلن وزير خارجية البريطاني ديفيد لامي أن بلاده ستعلق 30 رخصة تصدير أسلحة لإسرائيل من أصل 350، منها عتاد يستخدم في الحرب الحالية على قطاع غزة.[14][15]
- نظمت الهستدروت إضرابًا عامًا في جميع أنحاء إسرائيل للمطالبة بإبرام نتنياهو اتفاق وقف إطلاق النار لإطلاق سراح الرهائن المحتجزين لدى حماس في غزة، وانتهى الإضراب بعد بضع ساعات بعد أن أمر قاضي محكمة العمل الإسرائيلية بإنهائه.[16][17]

## 3 سبتمبر

### غزة
- أفادت وزارة الصحة في غزة باستشهاد 33 فلسطينياً وجرح 67 على الأقل في هجمات إسرائيلية خلال الساعات الأربع والعشرين الماضية، مما يرفع حصيلة الشهداء الفلسطينيين في غزة إلى 40,816.[18]
- استشهد فلسطينيين في غارات إسرائيلية على خيام النازحين بمحيط سجن أصداء القديم غرب خان يونس، فيما جرح عدد من المواطنين بجروح إضافة لعدد من المفقودين إثر استهداف طيران الاحتلال الإسرائيلي لخيام معمل تؤوي نازحين شمال غرب خان يونس.[19]
- استشهد 5 نساء من عائلة العرجا إثر استهداف لجيش الاحتلال الإسرائيلي في شارع 18 شرق مدينة رفح، واستشهد طفلان من عائلة شلوف إثر قصف إسرائيلي قرب مدرسة الفردوس في منطقة المواصي غربي [20]
- استشهد شخصان في غارة إسرائيلية استهدفت مدنيين في أرض أبو مهادي غربي مخيم النصيرات.[20]

### الضفة الغربية
- استشهاد طفل فلسطيني وجرح والده برصاص جيش الاحتلال الإسرائيلي خلال محاصرته أحد المنازل في مخيم طولكرم.[21]
- استشهدت طفلة فلسطينية[ج] وجرح صحفيون برصاص قوات الاحتلال الإسرائيلي خلال اقتحام بلدة كفر دان غربي مدينة جنين.[22]

### جنوب لبنان
- أعلن حزب الله قصف مستوطنات «عين يعقوب» و«جعتون» و«يحيعام» بصليات من صواريخ الكاتيوشا، واستهداف موقعي الرمثا في تلال كفرشوبا، وزبدين في مزارع شبعا المحتلة بالأسلحة الصاروخية واستهداف مرتفع «عداثر» بقذائف المدفعية، واسـتهدِاف مبنيان يستخدمهما جنود الاحتلال الإسرائيلي في مستوطنتي «المنارة» و«أفيفيم».[23]

## 4 سبتمبر

### غزة
- «أفادت وزارة الصحة في غزة باستشهاد 42 فلسطينياً وجرح 107 على الأقل في هجمات للاحتلال الإسرائيلي خلال الساعات الأربع والعشرين الماضية، مما يرفع حصيلة القتلى الفلسطينيين في غزة إلى 40,861 شهيدًا».[24]
- استشهد 6 أشخاص جراء قصف للاحتلال الإسرائيلي استهدف تجمعا لفلسطينيين في محيط أبراج الشيخ زايد شمالي قطاع غزة.[25]
- استشهد طبيب[د] وأصيب آخرون من عائلته جراء غارة إسرائيلية استهدفت منزلهم في حي الدرج بوسط مدينة غزة.[25]
- استشهد شخص في قصف الإحتلال الإسرائيلي منزلاً في حي الدرج وسط مدينة غزة، ما أدّى لاشتعال النيران، في حين جُرح 4 آخرون جراء قصف بركس في منطقة الصحابة.[26]

### الضفة الغربية
- إقتحم نحو 300 من المستوطنين والمتطرفين الإسرائيليين المسجد الأقصى ومنعت شرطة الاحتلال الإسرائيلي حراس المسجد من الاقتراب من مسار اقتحامات المستوطنين.[27] واقتحمت قوات الاحتلال الإسرائيلي بآليات عسكرية مدينة نابلس، وحاصرت أحياء ودهمت منازل فيها بحثا عمن تصفهم بالمطلوبين واقتحمت مدينة الخليل جنوبي الضفة الغربية ومخيم العزة وسط بيت لحم وبلدة الخضر غربها فيما جرح شاب وطفل فلسطينيان بالرصاص الحي خلال مواجهات اندلعت بين فلسطينيين وقوات الاحتلال التي اقتحمت مدينة الظاهرة جنوب الخليل.[28]

### أخرى
- أعلنت المقاومة الإسلامية في العراق إستهداف ميناء حيفا بالطيران المسيّر وقالت إنه «نصرةً للشعب الفلسطيني ومقاومته في قطاع غزة».[29]

## 5 سبتمبر

### غزة
- أفادت وزارة الصحة في غزة باستشهاد 17 فلسطينياً وجرح 56 على الأقل في هجمات إسرائيلية خلال الساعات الأربع والعشرين الماضية، مما يرفع حصيلة الشهداء الفلسطينيين في غزة إلى 40,878.[30]
- قصفت طائرات الاحتلال الإسرائيلي بصاروخين من طائرة استطلاع خيام لنازحين داخل مستشفى شهداء الأقصى في دير البلح عن استشهاد 4 مواطنين، وإصابة جرح آخرين معظمهم أطفال.[31]
- استشهد 3 أشخاص على الأقل، وجرح آخرون في استهداف الاحتلال الإسرائيلي لمحيط مدرسة «شهداء الزيتون» بينما أطلقت آلياته وطائراته النار بكثافة على محيط «دوار دولة» في حي الزيتون في مدينة غزة.[32]
- أعلنت كتائب القسام استهداف دبابة إسرائيلية من نوع «ميركافا» بعبوة «شواظ» جنوبي «شارع 8» في حي الزيتون في مدينة غزة، وأعلنت كتائب شهداء الأقصى استهداف خطوط الإمداد لقوات الاحتلال في محور «نتساريم» في الشمال الشرقي للمحافظة الوسطى، برشقة صاروخية من نوع «K132» عبر استخدام «منظومة نصر» واستهداف تجمعات لجنود الاحتلال شرقي المحافظة برشقة صاروخية من نوع «عاصف» عيار «122» ملم، باستخدام «منظومة نصر» مؤكدة تحقيق إصابات مباشرة.[33]

### الضفة الغربية
- قصفت قوات الاحتلال الإسرائيلي سيارة في طوباس مما أدى لاستشهاد 5 شبان وإصابة آخر، وفي وقت لاحق أطلقت قوات الاحتلال النار على فتى يبلغ من العمر 16 عاماً في مخيم الفارعة للاجئين ما أدى إلى استشهاده، ثم سحبت جثته باستخدام جرافة.[34][35]

### جنوب لبنان
- أعلن حزب الله استهداف موقع «حانيتا» بقذائف المدفعية وشن هجوماً استهدف تجهيزات تجسسية في موقع «بركة ريشا» الإسرائيلي واستهداف موقع «رويسات العلم» في تلال كفرشوبا المحتلة بالأسلحة الصاروخية ونشر الحزب مشاهد عن استهداف مستوطنة «نؤوت مردخاي» وموقع «بركة ريشا» وتجهيزات تجسّسيّة في موقع «حدب يارون» استهدف فيها ثكنة «راموت نفتالي»، ومقر قيادة كتيبة «السهل» بثكنة «بيت هيلل»، وأماكن استقرار وتموضع لضباط وجنود في المقر المستحدَث للواء الغربي 300، جنوبي ثكنة «يعرا»، وتجمعاً لجنود الاحتلال في «تلة الطيحات» وموقع المالكية، فيما أفادت إذاعة الجيش الإسرائيلي بإطلاق عدد من الصواريخ من لبنان في اتجاه منطقتي «ألكوش» و«فسوطه» في الجليل الغربي وأفادت وسائل إعلام إسرائيلية بدوي صفارات الإنذار في المنطقتين.[36]
- استُشهد مواطن لبناني وأصيب آخر بجروح في قصف الاحتلال الإسرائيلي لبلدة كفرا جنوب لبنان.[37]

## 6 سبتمبر

### غزة
- استشهد فلسطينيين اثنين وجرح آخرين في قصف إسرائيلي على مخيم النصيرات وسط قطاع غزة، واستشهد فلسطينيين اثنين وجرح 3 آخرين بقصف الاحتلال منزلا في تل الهوى جنوبي غرب مدينة غزة.[38]
- استشهدت امرأة وطفلتها في قصفًا إسرائيلي استهدف منزلا لعائلة الحداد بالقرب من المستشفى الأردني في حي الصبرة غرب بمدينة غزة.[38]
- استشهد 6 فلسطينيين جراء استهداف الاحتلال الإسرائيلي لمنزل يعود لعائلة راضي في حي الزيتون جنوب شرقي مدينة [39]
- استشهد 4 فلسطينيين وهم فلسطينيتين اثنتين وطفلتين بقصف للاحتلال الإسرائيلي استهدف خيام النازحين قي منطقة أرض أبو مهادي غرب مخيم النصيرات وسط قطاع غزة.[40]
- أعلنت سرايا القدس سيطرتها على طائرة إسرائيلية استطلاعية خلال تنفيذها مهماتٍ استخباريةً في سماء المحافظة الوسطى ونشر الإعلام الحربي للسرايا مشاهد توثّق «قصفها جنود الاحتلال وآلياته في حي الزيتون جنوبي شرقي مدينة غزة بقذائف الهاون» وأعلنت كتائب شهداء الأقصى قصفها تجمّعات الآليات الإسرائيلية بقذائف «الهاون» في شرقي مدينة رفح، فيما أعلنت قوات الشهيد عمر القاسم قصفها قوات الاحتلال المتوغلة في حي التنور شرقي رفح بقذائف «الهاون».[41]

### الضفة الغربية
- انسحبت قوات الاحتلال الإسرائيلي من مدينة جنين ومخيمها بعد 10 أيام من الاقتحام والتوغل العنيف والمتواصل الذي أودى بعشرات الشهداء والجرحى، وخلف دمارًا واسعًا.[42]
- استشهدت الناش١طة التركية الأمريكية آيسنور إزجي إيجي بعد أن أطلق عليها قناص إسرائيلي النار في رأسها أثناء مشاركتها في احتجاج ضد التوسع الاستيطاني الإسرائيلي في بيتا جنوب شرق مدينة نابلس.[43][44]
- استُشهدت طفلة [ه] متأثرةً بإصابتها برصاص الاحتلال في الصدر إثر هجوم للمستوطنين بحماية قوات الاحتلال الإسرائيلي على بلدة قريوت جنوبي نابلس.[45]

## 7 سبتمبر

### غزة
- أفادت وزارة الصحة في غزة أن 61 فلسطينيا على الأقل استشهدوا وجرح 162 آخرين في هجمات وغارات للاحتلال الإسرائيلي خلال الساعات الـ 48 الماضية، مما رفع حصيلة القتلى الفلسطينيين في غزة إلى 40,939.[46]
- استشهدت طفلة وجرح آخرين إثر غارة صاروخية إسرائيلية استهدفت شقة سكنية لعائلة عوض الله في عمارة الغرباوي في حي النصر شمال مدينة غزة وتم نقل عدد من الجرحى لمستشفى المعمداني في المدينة.[47]
- استشهد 4 مواطنين وإصابة 10 آخرين بينهم أطفال إثر غارات الاسرائيلية شقة سكنية في مخيم البريج جنوب مدينة غزة، وتم نقل المصابين إلى مستشفى العودة في مخيم النصيرات لتلقّي العلاج.[47]
- استشهد 4 فلسطينيين وجرح 15 آخرين في قصف على خيام النازحين بمدرسة حليمة السعدية في جباليا النزلة شمال مدينة غزة.[48][49]
- استشهد 4 فلسطينيين وجرح 25 آخرين في قصف للاحتلال الإسرائيلي على مدرسة عمرو بن العاص التي تؤوي نازحين بمنطقة الشيخ رضوان شمالي مدينة غزة،[50] وزعم الجيش الاسرائيلي أن حماس «استخدمت المدرسة للتخطيط وتنفيذ هجمات ضد القوات وإسرائيل».[51]
- استشهدت طفلة[و] في مجمع ناصر الطبي في مدينة خان يونس جنوب قطاع غزة، بسبب سوء التغذية وعدم توفر العلاج في ظل إغلاق الاحتلال الإسرائيلي معبر رفح البري منذ 5 أشهر، ليرتفع عدد الأطفال الذين استشهدوا بفعل سوء التغذية إلى 37 طفلا منذ بدء الحرب على غزة.[52]

### الضفة الغربية
- نفذت جرافات الاحتلال الإسرائيلي في الأيام الأخيرة عمليات هدم وتجريف واسعة شملت 45 مسكنًا زراعيًا في منطقة «الطيبة» شمال غرب الخليل جنوب الضفة الغربية.[53]

### جنوب لبنان
- أعلن حزب الله اللبناني قصفه قاعدة «جبل نيريا» (مقر قيادي كتائبي تشغله حالياً قوات من لواء غولاني) بصليات من صواريخ الكاتيوشا، واستهداف موقع حدب يارون بقذائف المدفعية، وانتشاراً لجنود إسرائيليين في محيط مستوطنة «منوت»، بأسلحة صاروخية واستهداف موقع الراهب بقذائف المدفعية، وتجهيزات تجسسية في موقع «مسكاف عام»، فيما استهدفت الطائرات الحربية الإسرائيلية أطراف بلدتي كونين وقبريخا وبلدة كفرشوبا ووادي السلوقي واستهدفت بقذائف "الهاون" أطراف بلدتي علما الشعب واللبونة.[54][55]

## 8 سبتمبر

### غزة
- أفادت وزارة الصحة في غزة أن 33 فلسطينيا على الأقل استشهدوا وجرح 145 في 3 مجازر بهجمات وغارات إسرائيلية خلال الساعات الأربع والعشرين الماضية، مما رفع حصيلة القتلى الفلسطينيين في غزة إلى 40,972.[56]
- استشهد نائب مدير الدفاع المدني الفلسطيني في شمال غزة[ز] و5 من أفراد أسرته[ح] وأصيب عدد آخر من أفراد العائلة في قصف إسرائيلي استهدف منزله في مخيم جباليا شمال غزة.[57]
- استشهد 3 أشخاص وجرح آخرين معظمهم أطفال ونسائي في قصف إسرائيلي استهدف منزلا بحي الصبرة جنوب مدينة غزة[58]
- استشهدت طفلة في قصف مدفعية للاحتلال الإسرائيلي استهدف منزلاً في شارع البشير بحي التفاح شرقي مدينة غزة، وأفيد باستشهاد شخصين بنيران قوات الاحتلال الإسرائيلي في بلدة الشوكة شرقي مدينة رفح.[59]
- استشهدت امرأة وطفلتها في قصف إسرائيلي استهدف منزلا في منطقة حي المنارة جنوب شرقي مدينة خان يونس.[59]
- أطلق صاروخين من شمال قطاع غزة باتجاه مدينة عسقلان، وقالت وسائل إعلام إسرائيلية أن أحد الصاروخين اعترضته الدفاعات الجوية والآخر سقط في البحر، ودوت صفارات الإنذار جنوب عسقلان.[59]

### الضفة الغربية
- قتل 3 إسرائيليين في هجوم مسلح من سائق شاحنة عند معبر الكرامة «إللنبي» بين الضفة الغربية والأردن.[60][61]

### جنوب لبنان
- - أعلن حزب الله اللبناني استهداف مستوطنة كريات شمونة بصلية من صواريخ «الفلق» وقصف مستوطنة «شامير» بصليات من صواريخ الكاتيوشا[62] واستهداف قاعدتي ميشار وجبل نيريا وقال الحزب إنه هاجموا بالمسيّرات منصات القبة الحديدية وأماكن ضباط وجنود جيش الاحتلال في مربض الزاعورة في الجولان السوري المحتل وأنه أوقع قتلى وجرحى وأضاف أنه قصف بالمدفعية تجمعا لجنود إسرائيليين في مرتفع أبو دجاج قرب ثكنة زرعيت الإسرائيلية وموقع رأس الناقورة البحري بالمسيّرات وأنه دمّر تجهيزات تجسسية في موقعي المالكية ورويسات العَلم بتلال كفرشوبا المحتلة، وأضافت الإذاعة الإسرائيلية أن حزب الله أطلق خلال الساعات الـ24 الماضية نحو 100 صاروخ باتجاه شمال إسرائيل.[63]

## 9 سبتمبر

### قطاع غزة
- أفادت وزارة الصحة في غزة أن 16 فلسطينيا على الأقل استشهدوا وجرح 64 في هجمات وغارات للاحتلال الإسرائيلي خلال الساعات الأربع والعشرين الماضية، مما رفع حصيلة الشهداء الفلسطينيين في غزة إلى 40,988.[64]

وشنّت إسرائيل خلال هذا اليوم سلسلة من الغارات الجويّة مستهدفة مناطق متفرقة من كامل القطاع تقريبًا، تسبّبت بعضُ الغارات في أضرار ماديّة ووقوع جرحى، فيما خلّفت أخرى قتلى وإصابات صعبة مثلما حصل قبل العاشرة صباحًا لما أغارت إسرائيل عبر مقاتلة حربيّة على منزلٍ بمخيم البريج (وسط القطاع) فقتلت 4 فلسطينيين وجرح آخرين، فضلًا عن غارات أخرى استهدفت مواقع في الشمال (جباليا تحديدًا) والجنوب. قتلت إسرائيل في غارة أخرى على منزلٍ لعائلة الحنَّاوي في جباليا البلد مساءً 6 فلسطينيين جميعهم من أسرة واحدة.
قائمة ضحايا عائلة الحناوي والذين قتلتهم إسرائيل في غارة جويّة على منزلهم في جباليا
- جابر إبراهيم الحناوي
- فاطمة إبراهيم الحناوي
- أماني محمد صالح الحناوي
- ريماس جابر إبراهيم الحناوي
- ريتال جابر إبراهيم الحناوي
- دعاء إبراهيم الحناوي، واستشهد 3 فلسطينيين وأصيب آخرون في غارة أخرى استهدفت منزلًا في منطقة الدعوة شمالي مخيم النصيرات.[68] واستشهد فلسطيني وجرح عدد من المواطنين في قصف إسرائيلي استهدف منزلًا في منطقة الدعوة شمالي مخيم النصيرات وسط القطاع.[66] فيما استشهد 3 أشخاص في قصف إسرائيلي قرب معبر رفح البري في رفح جنوب قطاع غزة، فيما استشهدت سيدة في قصف على منطقة الفراحين شرقي خان يونس.[68] واستشهد 5 أشخاص وجرح آخرِين جراء قصف إسرائيلي استهدف شقة سكنية قرب المستشفى الأردني في حيّ تل الهوا جنوب غربي مدينة غزة.[69]

### شمال إسرائيل
شنّ حزب الله صباح هذا اليوم هجومًا بأربع طائرات مسيّرة استهدف بها مدينة نهاريا، تمكّن الجيش الإسرائيلي من إسقاطِ 3 مسيّرات، لكنه فشل في توقيف الرابعة والتي حلّقت في سماء المدينة كما أظهرت ذلك مقاطع فيديو صوّرها إسرائيليون قبل أن ترتطمَ بمبنى مخلّفة أضرارًا ماديّة فحسب وهلعًا كبيرًا في المدينة تزامنًا مع بداية العام الدراسي. حيث أفادت وسائل إعلام إسرائيلية بدوي صفارات الإنذار في مستوطنات "حانيتا" و"بيتست" و"ليمان" و"شلومي" و"نهاريا" و"ساعر" و"غيشر هزيف" في الشمال، فيما جرح 4 أشخاص إثر غارة شنها الاحتلال الإسرائيلي على بلدة حانين الجنوبية. هاجمَ حزب الله بعد سويعات مستوطنات الجليل عبر 15 صاروخًا ولم تُعلن إسرائيل وقوع قتلى أو جرحى في هذا الهجوم. طالت هجمات الحزب أيضًا ما قالَ إنها التجهيزات التجسسية في موقع الرمثا وهو موقعٌ درج الحزب على قصفه عشرات المرات منذ بداية الاشتباكات يوم 8 أكتوبر 2023. وفي عملياته أعلن الحزب استهداف موقع «معيان باروخ» التابع لجيش الاحتلال الإسرائيلي بالأسلحة الصاروخية وإستهداف موقع المالكية بقذائف المدفعية ومحيطَي موقعي «المطلة» و«حبوشيت» بالأسلحة الصاروخية، واستهداف تجهيزات تجسسية في موقع الرمثا في تلال كفرشوبا اللبنانية المحتلة بقذائف المدفعية واستهداف موقع «جل العلام» الأولى كما أعلن الحزب شنّ هجوم جوي عبر أسراب من مسيّرات ‌انقضاضية على مقر قيادة لواء «غولاني» ومقر وحدة “إيغوز» - «621» في ثكنة «شراغا» شمالي عكا ‌مستهدفاً أماكن تموضع ضباط وجنود، كما أعلنت قوات الفجر الجناح العسكري لالجماعة الإسلامية في لبنان استهداف موقع «بيت هلل» العسكري الإسرائيلي في كريات شمونة بصليتين صاروخيتين،

### مصر
تحدثت وسائل إعلام عبريّة قُبيل انتصاف ليلة هذا اليوم (جرينتش +03) عن إصابة عددٍ من الجنود الإسرائيليين دهسًا على الحدود مع مصر، زعم الإعلام العبري أنّ عملية الدهس حصلت أثناء محاولة إحباط عملية تهريب على الحدود معَ مصر، وشملت إطلاق نار دون مزيدٍ من التفاصيل. نشر الجيش الإسرائيلي في وقتٍ لاحقٍ بيانًا قال فيه إنّه أحبط محاولة تهريب مخدرات على الحدود المصرية وحدث إطلاق نار تخلّله محاولة دهس جنود ويجري تمشيط المنطقة. لم يُشر الجيش الإسرائيلي لوقوع إصابات في صفوف قواته، أمّا المصادر الرسميّة المصرية فقد التزمت الصمت حيال هذه الواقعة.
سوريا
على جانب آخر، أدى قصف إسرائيلي على منطقة مصياف بريف حماة وسط سوريا إلى استشهاد 14 و43 جريحًا، فيما قالت وزارة الإعلام السورية إن الدفاعات الجوية تصدت «لعدوان استهدف نقاطا عدة في المنطقة الوسطى من البلاد» وذكرت وسائل إعلام رسمية سورية إن إسرائيل شنت نحو 15 غارة على المنطقة الوسطى.

## 10 سبتمبر

### قطاع غزة
- أفادت وزارة الصحة في غزة أن 33 فلسطينيا على الأقل استشهدوا وجرح 100 في هجمات للاحتلال الإسرائيلي خلال الساعات الـ24 الماضية ليرتفع عدد الشهداء الفلسطينيين في غزة إلى 41,020.[80]

مجزرة مواصي خان يونس
ارتكبت إسرائيل صبيحة هذا اليوم مجزرة جديدة مروّعة في مواصي خان يونس جنوب قطاع غزة حيث استهدفت بعددٍ من قنابل مارك 84 الثقيلة وشديدة الانفجار خيم النازحين الفلسطينيين المقامة على التراب ما تسبّبَ في دفن أفراد عائلاتٍ بأكملها داخل التراب. نجم عن هذه المجزرة الإسرائيليّة مقتل 40 فلسطينيًا وإصابة 60 آخرين، بينهم عائلات كاملة انتُشلت جثثهم من تحت الأنقاض. وقال الدفاع المدني الفلسطيني إن القنابل التى أسقطتها طائرات الاحتلال على خيام النازحين تزن الواحدة منها 2000 رطل. زعمَ الجيش الإسرائيلي استهدافه مركز قيادة تابع للمقاومة في الموقع مثلما فعل في عشرات المجازر من قبل (آخرها في يوليو 2024 وفي نفس الموقع)، بينما نفت الفصائل الفلسطينية (حماس والجهاد الإسلامي تحديدًا) كل هذه الأخبار محمّلة إسرائيل (ومن خلفها الإدارة الأمريكية) مسؤوليّة ما حصل.
الغارات الجويّة
بالإضافة للمجزرة صباحًا فقد أغارت إسرائيل في نحو العاشرة صباحًا على تجمّعٍ للفلسطينيين لبسطة مأكولات شعبية في ساحة الشوا شرق مدينة غزة فقتلت 5 منهم وجرحت الباقي دون أيّ بيانٍ يكشفُ طبيعة الهدف فيما أكدت المصادر الفلسطينية أن كل المستهدفين من المدنيين مثلما أغلب الاستهدافات طوال الحرب. شهد المساء قصفًا إسرائيليًا بالطائرات الحربيّة تركّز على الشمال والوسط وتحديدًا حيّ الشجاعية الذي قُتل فيه فلسطينيين اثنيين جرّاء غارة دمَّرت منزلًا بالحيّ. واستشهد 5 فلسطينيين بينهم سيدتان وطفلة وجرح 12 في منطقة اليرموك في مدينة غزة.

### الضفة الغربية
اندلعت اشتباكاتٌ مسلحةٌ بين مجموعة من المقاومين وجيش الاحتلال في مخيم طولكرم شمالي الضفة الغربية عقبَ اقتحام قوات كبيرة من الجيش والشاباك وحرس الحدود فيما أعلن الجيش أنّ هذا الاقتحام هي استمرارٌ للعملية العسكرية شمالي الضفة والمسمّاة المخيمات الصيفية. انتهت هذه العمليّة سريعًا ونشرت الصحة الفلسطينية بيانًا لاحقًا قالت فيه إنّ 10 فلسطينيين أُصيبوا بالرصاص الحيّ في طولكرم. ساءت حالة أحد الجرحى بعد نقله لمستشفى ثابث ثابث ثم فارق الحياة، كما تضاعفت حالة جريح ثاني ففارق الحياة في العناية المركّزة في مستشفى الإسراء. واقتحمت قوات الاحتلال الإسرائيلي عراق بورين جنوب نابلس وسط إطلاق قنابل الغاز والصوت، ما أدى لاندلاع مواجهات أسفرت عن إصابة عدد من الفلسطينيين الاختناق، أصيب عدد من الفلسطينيين بالاختناق، من جهة أخرى اقتحمت قوات الاحتلال بلدة إذنا غربي الخليل جنوب الضفة الغربية، وأجرت عمليات دهم وتفتيش لعدد من المنازل، واستدعت رئيس البلدية ونجله للتحقيق. واقتحمت قوات الاحتلال الإسرائيلي عراق بورين جنوب نابلس وسط إطلاق قنابل الغاز والصوت، ما أدى لاندلاع مواجهات أسفرت عن إصابة عدد من الفلسطينيين الاختناق، أصيب عدد من الفلسطينيين بالاختناق، من جهة أخرى اقتحمت قوات الاحتلال بلدة إذنا غربي الخليل جنوب الضفة الغربية، وأجرت عمليات دهم وتفتيش لعدد من المنازل، واستدعت رئيس البلدية ونجله للتحقيق.

### لبنان
أعلنت وزارة الصحة اللبنانية إصابة 6 أشخاص في قصف مسيرة إسرائيلية بالصواريخ مبنى في النبطية، ثم شنّت بعد ساعات قليلة غارة من طائرة مسيّرة على سيّارة في صغبين في منطقة البقاع الغربي (شرق لبنان) بُعيد الثانية عشر مساءً فقتلت لبنانيًا واحدًا وجرحت اثنين آخرين. أعلن الجيش الإسرائيلي اغتياله خلال هذا الهجوم محمد قاسم الشاعر القيادي في وحدة الرضوان التابعة للحزب، ثم نعاه الأخير في وقتٍ لاحق. ردَّ حزب الله من خلال قصفِ موقع رويسات العلم في تلال كفرشوبا اللبنانية المحتلة بقذائف المدفعية معلنًا تحقيق إصابة مباشرة، كما شنَّ هجومًا بالقذائف الصاروخيّة على مجموعة من المستوطنات الحدوديّة لكنها لم تتسبب في وقوع قتلى أو جرحى في ظلِّ الترحيل الإسرائيلي لأغلب المستوطنين في المنطقة. خرجَ وزير الدفاع الإسرائيلي يوآف غالانت في المساء في مقطع فيديو مصوَّر أعلن فيه أنه يجري نقل مركز الثقل إلى الجبهة الشمالية مع لبنان مع اقتراب إكمال المهام العسكرية في غزة.

### اليمن
أعلن الناطق العسكري باسم جماعة أنصار الله الحوثيون تمكّن الجماعة من إسقاط طائرة أمريكية مسيرة من طراز إم كيو-9 ريبر ثم ما هي إلّا سويعات حتى أعلنت وسائل إعلام تابعة للجماعة وقوع قتلى وجرحى إثر غارة أمريكية بريطانية استهدفت موقعًا في مديرية التعزية محافظة تعز حيث أعلنَ محمّد عبد السلام القيادي في الجماعة مقتل طالبتَين وجرح 9 أخريات في هذه الغارة الغربيّة والتي طالت موقعًا على مقربةٍ من مدرسة أم المؤمنين عائشة للطالبات.

## 11 سبتمبر

### قطاع غزة
أفادت وزارة الصحة في غزة أن 64 فلسطينياً على الأقل استشهدوا في مجازر وغارات إسرائيلية خلال الساعات الأربع والعشرين الماضية، مما رفع حصيلة الشهداء الفلسطينيين في غزة إلى 41,084.
تحطم طائرة عسكرية إسرائيلية في رفح

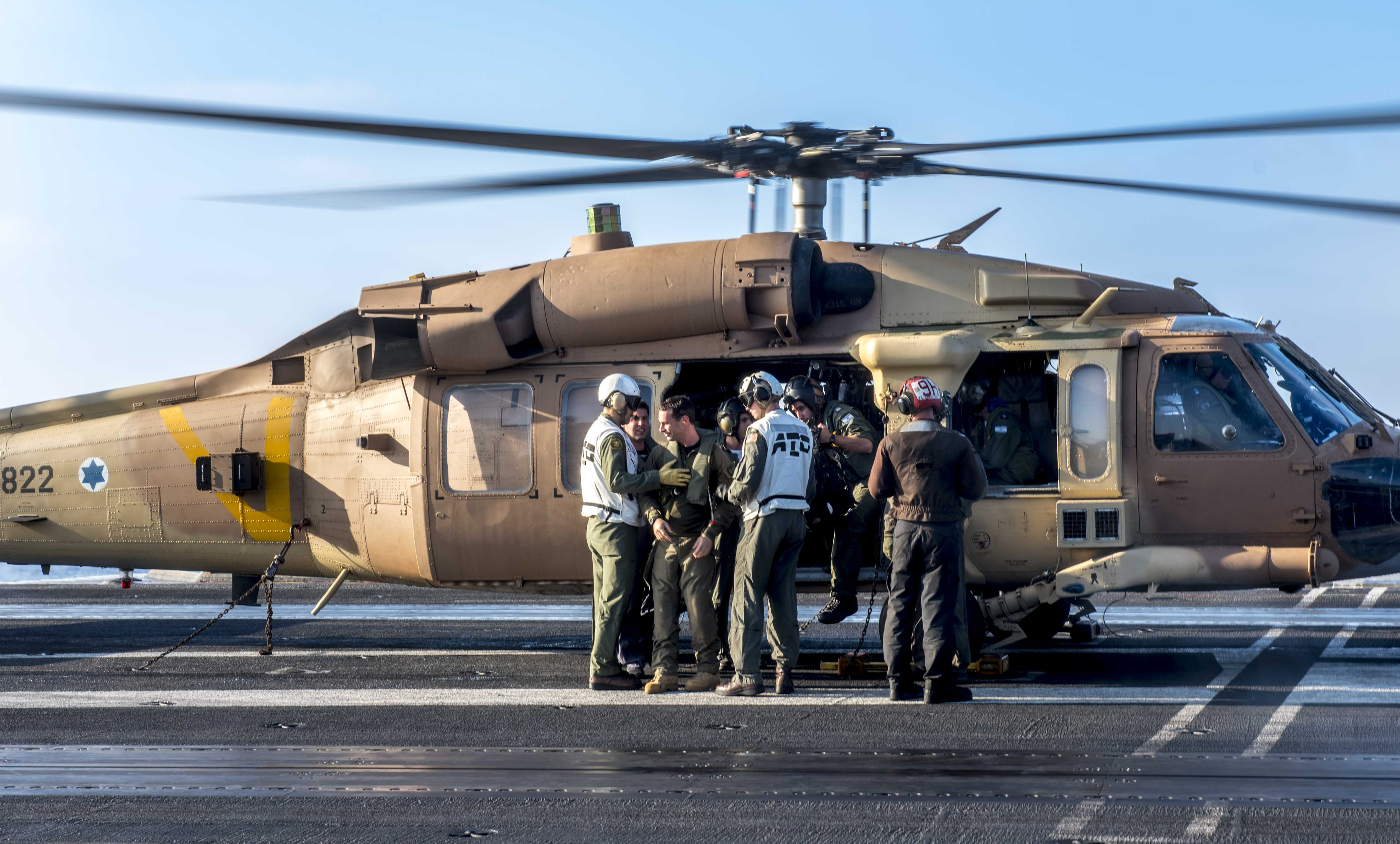
صورة سابقة لمروحيّة من طراز بلاك هوك في حوزة سلاح الجو الإسرائيلي، وهي طائرة من نفس طراز ونوع الطائرة التي تحطَّمت في رفح.

وسطَ أنباء متواترة ومنذ عدّة ساعات عن تحطّم مروحية للجيش الإسرائيلي في غزة وشائعات من هنا وهناك، نشر الجيش في العاشرة صباحًا من هذا اليوم بيانًا أعلن فيه تحطّم طائرة عسكرية فعلًا وقُتل خلال التحطّم جنديين اثنيين فيما أُصيب 7 آخرين بجروح متفاوتة الخطورة مما رفع حصيلة قتلى الجيش الإسرائيلي في قطاع غزة إلى 344. أكّد الجيش في نفس بيانه أن الطائرة العسكرية تحطَّمت أثناء محاولتها إنقاذ جندي مصاب في رفح. تحطُّم هذه الطائرة بحسبِ موقع والا العبري هو أول «حدث مميت» بعد 30 عامًا من خدمة مروحيات هذا الطراز (بلاك هوك) بالجيش، وتُعتبر هذه الطائرة العمود الفقري لمروحيات النقل والإنقاذ في الجيش الإسرائيلي. لم يُعرف سبب التحطّم على وجه الدقة كما أن فصائل المقاومة لم تتبنَّ العملية، فيما أمر قائد سلاح الجو بوقف التدريب على مروحيات بلاك هوك لحين استبعاد وجود خلل فني.
مجزرة مدرسة الجاعوني
أغار طيران الاحتلال الإسرائيلي عصر هذا اليوم على محيط مدرسة الجاعوني في مخيم النصيرات (وسط القطاع)، والتي تديرها وكالة الأونروا وتؤوي نحو 5 آلاف نازح، كان هذا الاستهداف للمدرسة هو الخامس في يومٍ واحد لكنّ هذه الغارة كانت أعنف وأشدّ. تحوي المدرسة مئات النازحين ممن تعرضوا للتهجير خلال الحرب على يدِ إسرائيل، ومع ذلك فقد استُهدف محيطها بشكل مباشر. أسفرت هذه المجزرة عن استشهاد 9 فلسطينيين في الحصيلة الأوليّة، وارتفعَ العدد في وقتٍ لاحقٍ إلى 17 في ظلّ استمرار عمل أطقم الدفاع على البحث عن جثث الضحايا تحت الأنقاض. أعلنت وكالة الأونروا مقتل 6 من موظفيها في المجزرة التي وقعت في مدرسة الجاعوني وهي الحصيلة الأكبر في هجوم واحد منذ بدايةِ الحرب. واستشهد 8 فلسطينيين بينهم ثلاثة أطفال وسيدتان، وجرح آخرون جراء قصف طائرات الاحتلال الإسرائيلي منزل لعائلة النجار في جامعة القدس المفتوحة في جباليا البلد شمال قطاع غزة، فيما استشهد 13 مواطن بقصف إسرائيلي لمنزل عائلة القرا في خان يونس.
وعلى صعيد المعارك، أعلنت سرايا القدس تدمير آليةً عسكريةً إسرائيلية حيث فجّرت عبوة «برميلية خرقية» مزروعة مسبقاً، بالآلية في حي الشجاعية شرقي مدينة غزة.

### الضفة الغربية
اغتيالاتٌ في طوباس وطولكرم
شنّت إسرائيل بعد السادسة صباحًا هجومًا بطائرة مسيّرة على سيارة قرب مسجد التوحيد مدينة طوباس فقتلت 5 مقاومين، وواصلت عمليتها عبر فرض حظرٍ للتجوال على كامل المدينة لعدّة ساعات. لم تكن مدينة طوباس الوحيدة في هذا، فالحال نفسه تكرّر مع مدينة طولكرم التي استمرَّ الجيش في حصارها مانعًا الفلسطينيين من الخروج منها أو الدخول إليها وسطَ اشتباكاتٍ مع مقاومين في الميدان. هاجمت قبل العاشرة مساءً مسيرة إسرائيلية مركبة فلسطينية في منطقة (عزبة الحج مسعود) بين بلدتي اكتابا وشويكة قرب مدينة طولكرم قرب مدينة طولكرم فقتلت 3 مقاومين جرى نقلُ جثامينهم لمستشفى الإسراء.
هجوم رام الله
قبل انتصاف النهار هاجمَ رجلٌ فلسطيني عبر شاحنة من النوع الكبير جنديًا إسرائيليًا عند مفترق بيت إيل شمال رام الله حيث دهسه عبر الشاحنة الثقيلة ما تسبَّب في مقتل الجندي على الفور، فيما أصيب المنفذ بإصابات خطيرة وسطَ أخبار مغلوطة راجت حول مقتله. أعلن الجيش الإسرائيلي في وقتٍ لاحقٍ هويّة المقتول في عمليّة الدهس برام الله وهو جندي برتبة رقيب أول من كتيبة نحشون.

### لبنان
بعد هدوء حذر طوال الصباح، هاجمت إسرائيل بعد منتصف النهار بلدة ميس الجبل فقتلت لبنانيًا واحدًا بينما جرحت آخر. ردَّ حزب الله سريعًا عبر قصف ثكنة زبدين في مزارع شبعا اللبنانية كما استهدف عبر عشرات صواريخ الكاتيوشا مستوطنات الجليل الأعلى شمالي إسرائيل. حيث أعلن حزب الله استهدافه كتيبة الاستخبارات العسكرية «8200» في ثكنة «ميتات» بصلية صاروخية، واستهداف حاجزاً عسكرياً في مستوطنة «دان» ومقر مستحدث تابع لقوات «الفرقة 146» في قاعدة «أبيريم» المستحدثة بصليات من صواريخ «الكاتيوشا» وقصف مربض الزاعورة بصليات من صواريخ الكاتيوشا واستهداف تموضعاً لجنود الاحتلال في موقع العباد واستهداف مواقع المطلة والراهب ورويسة القرن وثكنة زبدين. أسفرت صواريخ الحزب عن جرح جندي واحد وتسببت في اندلاع حرائق في الجليل عملت فرق الإطفاء على إخمادها. صعَّدت إسرائيل مجددًا من هجمات ها فاستهدف الطيران الحربي الإسرائيلي أطراف بلدة كفر حمام، وبلدة مروحين، وأطراف بلدتي حولا، وقصف مدفعي أطراف بلدة بليدا وبلدتي عيتا الشعب واستهدفت عبر مسيّرة دراجة نارية في بلدة البياضة (جنوب لبنان) ما أسفر عن مقتل طفلين (17 سنة و12 سنة). واستشهد شخص وإصابة آخر في غارة إسرائيلية استهدفت بلدة ميس الجبل جنوب لبنان. وأعلنت كتائب القسام قصف مقرّ اللواء الغربي 300 التابع لجيش الاحتلال في «خربة ماعر» في الجليل الغربي واستهداف مرابض مدفعية اللواء ومركز صيانته وتجمع القوات فيه عبر رشقة صاروخية مركّزة، مكوّنة من 30 صاروخاً.

## 12 سبتمبر

### قطاع غزة
أفادت وزارة الصحة في غزة أن 34 فلسطينيا على الأقل استشهدوا وجرح 96 في هجمات وغارات ومجازر للاحتلال الإسرائيلي خلال الساعات الـ 24 الماضية ليرتفع عدد الشهداء في غزة منذ 7 أكتوبر إلى 41,118.
تواصلت الغارات الجوية على القطاع دون توقّف مثلما هو الحال في سابق الأيام، هاجمت إسرائيل عبر سلاح الجو في ساعات مبكّرة من هذا اليوم موقعًا في شارع كشكو في حي الزيتون الواقع جنوبًا من مدينة غزة فقتلت فلسطينيين اثنيين وجرحت آخرين. شنّت المقاتلات الحربية قُبيل العاشرة صباحًا منطقة خربة العدس شمالي مدينة رفح فقتلت 3 فلسطينيين. استمرت الغارات الإسرائيلية دون توقف حيث طالت مواقع في مدينة رفح وأخرى في جياليا شمالًا ونفس الحال في خان يونس والنصيرات التي قَتلت فيها إسرائيل 8 فلسطينيين في ضربات عديدة على المخيّم ومحيطه، واستشهد 3 أشخاص وجرح آخرون في استهداف إسرائيلي لشقة سكنية لعائلة صيام بمنطقة الفاخورة في مخيم جباليا شمال قطاع غزة، فيما استشهدت سيدة وأجرح آخرون في استهداف الاحتلال الإسرائيلي لمحيط مدرسة عين جالوت في حي الزيتون جنوب مدينة غزة. زعم جيش الاحتلال الإسرائيلي مساء هذا اليوم تمكّنه من «دحر لواء رفح التابع لحركة حماس» كما قال إنّه دمر ما مجموعه 13 كيلومترًا من الأنفاق خلال العمليّة في الجنوب. وأفيد بإستشهاد 4 فلسطينيين وأصيب آخرون في غارة إسرائيلية استهدفت منزلا قرب المستشفى الأوروبي في خان يونس.

### الضفة الغربية
- استشهد فلسطيني[يب] من مخيم الفارعة برصاص قناصي قوات الاحتلال الإسرائيلي خلال اقتحامها مخيم الفارعة في طوباس في الضفة الغربية المحتلة.[120]
- أصيب خمسة مواطنين بينهم طفل، برصاص قوات الاحتلال الاسرائيلي خلال اقتحامها بلدة الظاهرية جنوب الخليل.[121]

### لبنان
واصل حزب الله هجماته الصاروخيّة بنفس الوتيرة وعبر الكاتيوشا كما هو الحال منذ أيام، حيث استهدف صبيحة هذا اليوم الجليل الغربي ما تسبَّب في اندلاع حرائق في بعض المناطق، استهدف الحزب كذلك موقع المالكية كما أعلن استهدافه ولأول مرة مستعمرة روش هانيكرا. ردَّ الجيش الإسرائيلي عبر قصف مواقع في كلٍ من مارون الراس و‌مجدل زون زاعمًا استهداف منصات لإطلاق الصواريخ. تصاعدت حدّة الاشتباكات بين الطرفين مساءً حينما شنّ الحزب عبر أسرابٍ من المسيرات الانقضاضية قاعدة نحال غيرشوم ومواقع أخرى قريبة من الحدود اللبنانية لكنها لم تُسفر بحسبِ إسرائيل عن وقوع قتلى أو جرحى. لجأت إسرائيل من جديد للطيران المسيّر فهاجمت مع غروب الشمس موقعًا في قرية كفر جوز محيط مدينة النبطية ما أدى لمقتل 3 وجرح 3 آخرين.

### سوريا
شنّت إسرائيل عبر مسيرة حربية صباح هذا اليوم غارة على سيارة شرقي خان أرنبة في القنيطرة جنوبي سوريا ما تسبب في اشتعال النيران بالسيارة وقُتل على إثر هذا الهجوم شخصين اثنين منهم عسكري. فيما جرخ مزارع في قرية الرفيد في ريف القنيطرة الجنوبي من جراء قصف إسرائيلي بقذيفتي دبابة استهدف حقولاً زراعيةً.

## 13 سبتمبر

### غزة
- استشهد 5 فلسطينيين بينهم طفلين وجرح آخرين إثر قصف دبابات إسرائيلية منزلًا في منطقة المواصي على ساحل البحر غربي رفح.[127]
- استشهد شخصين وجرح أكثر من 10 أشخاص إثر قصف منزل في مخيم النصيرات وسط قطاع غزة.[128]

### الضفة الغربية
- اقتحمت قوات الاحتلال الإسرائيلي مدينة نابلس وداهمت عددا من المنازل، واعتقلت شابين، واقتحمت بلدتي عنبتا وبلعا شرق .[121]
- أعلنت كتائب شهداء الأقصى في طوباس تنفيذ «عملية نوعية» قُتل وجُرح فيها جنود بجيش الاحتلال وأوضحت أنها أوقعت «قوة إسرائيلية في كمين محكم بالقرب من ديوان المسلماني من نقطة صفر بالأسلحة الرشاشة مؤكدة وقوع أفراد القوة بين قتيل وجريح».[128]

### جنوب لبنان
- أعلن حزب الله استهداف القاعدة الأساسية للدفاع الجوي الصاروخي التابع لقيادة المنطقة الشمالية في ثكنة «بيريا» بصليات من صواريخ الكاتيوشا، واستهداف مرابض مدفعية ‌الاحتلال الإسرائيلي شمالي مستوطنة «عين يعقوب» بالأسلحة الصاروخية، واستهداف مستوطنتي «روش هانيكرا» و«متسوفا».[129]

## 14 سبتمبر

### غزة
- أفادت وزارة الصحة في غزة أن 64 فلسطينيا على الأقل استشهدوا وجرح 155 في هجمات وغارات ومجازر للاحتلال الإسرائيلي خلال الساعات الـ 24 الماضية ليرتفع عدد الشهداء في غزة منذ 7 أكتوبر إلى 41,182.[130]
- استشهد 5 فلسطينيين وجرح آخرين إثر قصف إسرائيلي بالقرب من مدرسة دار الأرقم في منطقة في أرض الشنطي شمال غرب مدينة غزة.[131]
- استشهدت 10 فلسطينيين بينهم 3 أطفال و3 نساء إثر غارة إسرائيلية استهدفت منزلاِ في حي التفاح شرقي مدينة غزة، بينما استشهدت امرأة وجرح آخرين إثر قصف قوات الاحتلال الإسرائيلي للمرة الثانية منزلًا بالحي في حي الشجاعية شرقي مدينة غزة.[131]
- استشهد 3 أشخاص جراء غارة على روضة العلياء في مخيم جباليا شمال قطاع غزة.[131]

### جنوب لبنان
- أعلن حزب الله اللبناني استهداف المقر الاحتياطي للفيلق الشمالي في جيش الاحتلال الإسرائيلي وقاعدة تمركز احتياط فرقة الجليل ومخازنها اللوجيستية في «عميعاد» بعشرات صواريخ الكاتيوشا، وأعلن تدمّير دبابة «ميركافا» إسرائيليةً على طريق «رويسات العلم – زبدين» باستهدافها بصاروخ موجّه، وأعلن استهدافت قاعدة ومقر اللواء المدفعي والصواريخ الدقيقة (282) شمالي غربي بحيرة طبريا وأوضح أنه استهدف مخازن التسليح والطوارئ التابعة للقاعدة في «يفتاح إليفليط» بعشرات صواريخ الكاتيوشا.[132][133]

## 15 سبتمبر

### غزة
أفادت وزارة الصحة في غزة بإستشهاد 24 فلسطينياً على الأقل وجرح 57 في هجمات إسرائيلية خلال الساعات الأربع والعشرين الماضية، مما يرفع حصيلة الشهداء الفلسطينيين في غزة إلى 41,206.
العمليات والمعارك
أعلنت كتائب القسام أنها قتلت وأصابت جنودا إسرائيليين في كمين وأوضحت أنها استهدفت جرافة عسكرية بقذيفة الياسين 105 في حي الجنينة شرقي رفح، وفور وصول قوة إنقاذ إسرائيلية تم استهداف ناقلة جند بجوارها عدد من الجنود بقذيفة الياسين 105، مما أسفر عن سقوطهم بين قتيل وجريح حسب قولها.
- استشهد 3 فلسطينيين وأصيب آخرون بجروح من جرّاء قصف الاحتلال الإسرائيلي لمنزل غرب مخيم النصيرات وسط قطاع غزة.[136]

أقر جيش الاحتلال الإسرائيلي مسؤوليته عن مقتل 3 أسرى أفادت وسائل إعلام إسرائيلية أن الجيش أبلغ عائلات الأسرى بمقتلهم في ديسمبر 2023 الماضي وأنهم كانوا داخل نفق في جباليا شمال قطاع غزة.

### أخرى
العراق
أعلنت المقاومة الإسلامية في العراق استهداف هدفاً حيويًا في حيفا شمال إسرائيل بالطيران المسيّر.
اليمن وإسرائيل

أطلق الحوثيون في اليمن صاروخ باليستي فرط صوتي جديد على تل أبيب في إسرائيل، وكان هذا أطول هجوم على إسرائيل على الإطلاق، وأصيب 9 مستوطنون أثناء هروبهم للملاجئ.

## 16 سبتمبر

### غزة
أفادت وزارة الصحة في غزة بإستشهاد 20 فلسطينياً وجرح 76 على الأقل في غارات و3 مجازر إسرائيلية خلال الساعات الأربع والعشرين الماضية، مما يرفع حصيلة الشهداء الفلسطينيين في غزة إلى 41,226.
الغارات الجويّة
استمرت الغارات الجويّة الإسرائيلية منذ الصبح حيث أسفرت غارة إسرائيلية على منزلاً لعائلة بصل بمحيط مسح الشمعة في حي الزيتون جنوب مدينة غزة عن استشهاد 6 فلسطينيين بينهم طفلان وسيدة وجرح آخرين، فيما استشهد فلسطينيين اثنين وجرح آخرين في قصف إسرائيلي استهدف منشأة تؤوي نازحين شمال غرب رفح، وارتكبت قوات الإحتلال الإسرائيلي مجزرة عندما أغارات على منزلاً لعائلة القصاص قرب مقبرة القسّام في مخيم النصيرات أسفرت عن استشهاد 10 فلسطينيين بينهم أطفال ونساء على الأقل وجرح 15 آخرين. فيما استشهد 4 فلسطينيين في غارة إسرائيلية على منزل لعائلة بهلول بحي الشيخ رضوان بمدينة غزة.

### الضفة الغربية
الاقتحّامات والاشتباكّات
استمرت قوات الاحتلال الإسرائيلي في الاقتحامات والاعتقالات، حيث اقتحمت المنطقة الشرقية من مدينة نابلس بما في ذلك مخيم بلاطة واندلعت مواجهات في الأخير، كما اقتحمت قوات الاحتلال حي المصايف بمدينة رام الله وسط الضفة الغربية، ومخيم عايدة شمال بيت لحم جنوبي الضفة، كما اقتحمت مدينة قلقيلية من مدخلها الجنوبي والشمالي، كما شنت اقتحامات طالت قرى وبلدات قريوت وسالم وأوصرين وبيتا وصرة في محافظة نابلس واندلعت مواجهات بين فلسطينيين والجيش في قريتي بيت لقيا غرب رام الله وبرقة شرق المدينة واقتحمت بلدة ترمسعيا شمال شرق المدينة، واقتحمت قرية أبو العسجا جنوب الخليل ونكّلت بعائلة فلسطينية. واستشهد مواطن فلسطيني أربعيني متأثرًا بإصابة سابقة وكان يرقد في مستشفى ابن سينا لتلقي العلاج منذ إصابته. وعلى جانب آخر، أصيب 7 فلسطينيين بجروح إثر اعتداء مستوطنين على مدرسة عرب الكعابنة الأساسية في المعرجات شمال غرب أريحا بغور الأردن شرق الضفة الغربية المحتلة.

### جنوب لبنان
أعلن حزب الله اللبناني استهداف مباني يستخدمها جنود الاحتلال في مستوطنة «المطلة» وقصف ثكنة «راموت نفتالي» الإسرائيلية واستهداف موقع «راميم« العسكري الإسرائيلي بصليةٍ من صواريخ «الكاتيوشا»، واستهداف موقعي «رويسات العلم» بالأسلحة الرشاشة وموقع «السماقة» بالأسلحة الصاروخية في تلال كفرشوبا اللبنانية المحتلة واستهداف انتشاراً لجنود إسرائيليين في محيط موقع «متات» بأسلحة صاروخية، فيما استهدف طيران الاحتلال الحربي بغارات أطراف بلدة كفرشوبا والعديسة وطير حرفا وحولا.
منشورات إسرائيلية تطالب بإخلاء مناطق في جنوب لبنان
أُلقيت منشورات إسرائيلية على مناطق في جنوب لبنان تطالب السكان بإخلاء منازلهم، وأعلن الجيش الإسرائيلي أن المنشورات أُسقطت من قبل وحدة تابعة له دون الأوامر اللازمة، وتضمنت المنشورات تحذيرًا من إطلاق حزب الله للنيران، ودعت السكان لمغادرة منطقة الوزاني قبل الساعة الرابعة مساء. جاءت هذه الخطوة بعد إطلاق نحو 40 صاروخًا من جنوب لبنان نحو الجليل ومرتفعات الجولان، جاءت هذه المنشورات بعد إعلان الجيش الإسرائيلي عن إطلاق نحو 40 صاروخًا من جنوب لبنان نحو الجليل ومرتفعات الجولان.

### أخرى
اليمن
أعلن المتحدث باسم الحوثيون العميد يحيى سريع نجاح الدفاعات الجوية اليمنية في إسقاط طائرة أميركية من نوع «إم كيو-9 ريبر» في أثناء قيامها «بأعمال عدائية» في أجواء محافظة ذمار.
العراق
أعلنت المقاومة الإسلامية في العراق توجيه ضربة إلى «هدفٍ تابع للاحتلال الإسرائيلي» في غور الأردن بواسطة الطيران المسيّر.

## 17 سبتمبر

### غزة
وأفادت وزارة الصحة في غزة بإستشهاد 26 فلسطينياً على الأقل وجرح 84 في غارات وجازر إسرائيلية خلال الساعات الأربع والعشرين الماضية، مما يرفع حصيلة القتلى الفلسطينيين في غزة إلى 41,252.
قصف جوّي ومجزرة
استمر القصف الإسرائيلي على مناطق متفرقة من قطاع غزة، إذ أدى قصف إسرائيلي على خيامٍ للنازحين في منطقة البركة جنوب غرب مدينة دير البلح إلى استشهاد اثنين وجرح آخرين معظمهم أطفال، فيما أدى قصف عنيف إسرائيلي على منازل تعود لعائلات الترتوري وأبو شوقة والبطران في شرق مخيم البريج إلى استشهاد 20 شخصًا بينهم أطفال وجرح آخرين، وقال الدفاع المدني الفلسطيني أن هناك نحو 50 شخصًا عالقوه تحت الأنقاض. كما استشهد 3 أشخاص وأصيب آخرون بينهم نساء وأطفال في قصف إسرائيلي لشقة سكنية في شارع الثلاثيني وسط مدينة غزة. واستشهد 4 أشخاص وأصيب آخرون في غارة إسرائيلية استهدفت منزلا في مخيم النصيرات وسط قطاع غزة.
المعارك
أعلنت سرايا القدس تدمّير دبابة «ميركافا» إسرائيليةً في في محيط مفترق عدنان أبو طه في مدينة رفح، ونشر الإعلام الحربي لسرايا القدس مشاهد توثّق استهداف مدينة عسقلان و"سديروت" ومستوطنات «غلاف غزة»، برشقات صاروخية. وقتل 4 جنود إسرائيليين من ألوية جفعاتي و401 مدرع وأصيب 7 آخرون في كمين محكم لكتائب القسام في رفح ليرتفع إجمالي قتلى الجيش الاسرائيلي في غزة إلى 348.

### الضفة الغربية
اقتحامات وحملة اعتقالات
شنت قوات الاحتلال الإسرائيلي حملة دهم واسعة ونفذت اعتقالات شملت 3 نساء إحداهن زوجة الأمين العام للجبهة الشعبية لتحرير فلسطين الأسير أحمد سعدات، ففي رام الله، اعتقلت قوات الاحتلال، 6 مواطنين بينهم ثلاث نساء، خلال اقتحام عدة أحياء وبلدات في رام الله والبيرة، من بينهم المناضلة عبلة سعدات من منزلها في البيرة واعتقلت القوات سيدة بعد مداهمة منزلها في بيتونيا غرب رام الله، وطالبة من منزلها في البيرة واقتحمت عددا من المركبات العسكرية بلدة سواد واعتقلت ثلاثة شبان واستولت على مركبتهم، وفي نابلس، اعتقلت قوات الاحتلال، أربعة شبان خلال اقتحامها مخيم بلاطة شرق نابلس، وفي قرية مادما جنوبها اعتقلت شاب، وفي جنين اعتقلت قوات الاحتلال شابين من بلدة يعبد جنوب غرب جنين، وفي بيت لحم، اعتقلت قوات الاحتلال مواطنا من بلدة العبيدية شرق بيت لحم، وفي الخليل، اقتحمت قريتي خرسا ومريش وفتشت عدة منازل، واعتقلت شاب من قرية خرسا وداهمت منزل رئيس مجلس قروي سوسيا وسلمته بلاغا لاستدعاء نجله للتحقيق واستولت على مركبات للمواطنين في منطقة مسافر يطا، وداهمت قوات الاحتلال مدرسة اشكارة قرب ما يسمى معسكر سوسيا ومنطقة الكرمل بمسافر يطا واستولت على عدد من مركبات المواطنين، وفي قلقيلية، اقتحمت قوات الاحتلال بلدة كفر ثلث جنوبأ، فيما استشهد مواطن فلسطيني برصاص الاحتلال الإسرائيلي قرب جدار الفصل العنصري قرب قرية الجاروشية شمال طولكرم شمال الضفة الغربية.

### جنوب لبنان
هجوم سيبراني
أدى هجوم سيباني لإصابة المئات من عناصر حزب الله اللبناني بصورة بالغة في جنوبي لبنان والضاحية الجنوبية في بيروت بعد انفجار أجهزة اتصال لاسلكي يستخدمونها، واستشهد 9 وأصيب نحو 3000 في لبنان أصيبوا في تفجير أجهزة اتصال، وقالت وسائل إعلام إيرانية إن السفير الإيراني لدى لبنان مجتبى أماني اصيب بسيب الهجوم إلاسرائيلي السيبراني.
هجمات حزب الله وغارات إسرائيلية
أعلن حزب الله شنّه هجوماً جوياً بأسراب من المسيرات الانقضاضية على مقر مستحدث لقوة استطلاع من لواء «غولاني 631» في ثكنة «راموت نفتالي» مستهدفةً أماكن استقرار ضباطها وجنودها واستهداف «مرابض مدفعية الاحتلال» في الزاعورة بالأسلحة الصاروخية واستهداف تجمعاً لجنود الاحتلال الإسرائيلي في تلة الكرنتينا واستهداف مستوطنة المنارة وموقع العباد.
واستشهد 3 أشخاص وجرح اثنين في غارة إسرائيلية على بلدة بليدا جنوبي لبنان، فيما استهدف القصف الإسرائيلي بلدات أخرى منها زوطر الشرقية والخيام ومركبا.

## 18 سبتمبر

### غزة
وأفادت وزارة الصحة في غزة بإستشهاد 20 فلسطينياً على الأقل وجرح 54 في غارات وجازر إسرائيلية خلال الساعات الأربع والعشرين الماضية، مما يرفع حصيلة القتلى الفلسطينيين في غزة إلى 41,272.
الغارات الجويّة والقصف
استمر القصف الإسرائيلي، حيث استشهد 4 فلسطينيين وأصيب آخرون في قصف إسرائيلي استهدف منزلًا يعود لعائلة حسونة بالقرب من شارع الوحدة وسط مدينة غزة. واستشهد مواطنان فلسطينيان وأصيب 11 آخرين، إثر قصف إسرائيلي استهدف مركبة مدنية غربي مدينة رفح، وارتكب الاحتلال الإسرائيلي مجزرة حين استهدف مدرسة ابن الهيثم تؤوي نازحين في محيط مفترق حي الشجاعية شرقي مدينة غزة ما أدى لاستشهاد 8 فلسطينيين مدنيين وجرح آخرين. فيما استُشهد 3 آخرون بينهم طفلة وأُصيب عدد آخر في قصف للاحتلال الإسرائيلي استهدف منزلا في مخيم البريج وسط القطاع، واستشهد 7 آخرين بينهم 3 أطفال في غارة إسرائيلية على منزل يؤوي نازحين بمنطقة قيزان النجار جنوبي مدينة خان يونس.
المعارك
أعلنت كتائب القسّام، تمكّنها من استهداف مبنى تحصّن فيه عدد كبير من جنود الاحتلال الإسرائيلي، بصاروخ موجّه في حي تل السلطان غربي مدينة رفح، وأكدت إيقاعها الجنود الذين داخل المبنى بين قتيل ومصاب، ونشر الإعلام العسكري للكتائب مشاهد توثّق «استهدافها آليات الاحتلال في محاور القتال في شرقي رفح».

### الضفة الغربية
اقتحامات واعتقالات
شنت قوات الاحتلال الإسرائيلي حملة اعتقالات شملت 30 مواطنًا، وتركزت الحملة في وسلفيت وبيت لحم والخليل ففي سلفيت، اعتقلت قوات الاحتلال عدة مواطنين بعد مداهمات، وفي بيت لحم، اقتحمت القوات قرية حوسان وواد فوكين واحتجزت 17 مواطنًا ثم افرجت عنهم، وفي الخليل، اعتقلت قوات الاحتلال 8 مواطنين من مخيم الفوار بعد مداهمات واعتداءات على المواطنين، وفي رام الله، اقتحمت القوات قريتي جفنا ومخيم الأمعري واعتقلت شابين. واستشهد فتى فلسطيني
برصاص قوات الاحتلال الإسرائيلي قرب بلدة نعلين غرب رام الله وسط الضفة الغربية المحتلة. واستشهد فتى وأصيب شاب فلسطيني برصاص قوات الاحتلال الإسرائيلي في مخيم شعفاط شمال مدينة القدس المحتلة.

### جنوب لبنان
ووقعت سلسلة أخرى من الانفجارات شملت أجهزة اتصالات تابعة لحزب الله في مختلف أنحاء لبنان، أدت لإستشهاد 20 شخصًا على الأقل، وإصابة 450 آخرون.

## 19 سبتمبر

### غزة
الغارات الجوية
استمر القصف الإسرائيلي على مختلف أنحاء قطاع غزة، حيث استشهد فلسطينيين اثنين وهم عنصر في الدفاع المدني  وزوجته وجرح آخرين إثر قصف إسرائيلي استهدف منزلًا بمنطقة الفاخورة في مخيم جباليا شمال غزة. واستشهد 6 أشخاص بينهم 3 أطفال من عائلة عزام في قصف إسرائيلي لمنزل العائلة في جباليا البلد شمالي قطاع غزة، واستُشهد 5 فلسطينيين، بينهم طفلتان وامرأة، في قصف شنته طائرات حربية على شقة سكنية جنوبي مدينة غزة، فيما استشهد 4 مدنيين وجرح آخرين في قصف مجموعة من المواطنين الفلسطينيين عند مفترق الشهداء الستة بمخيم جباليا.
المعارك
أعلنت كتائب القسام تنفيذ كمين مركّب «لرتل من آليات الاحتلال الإسرائيلي» في محيط شركة الاتصالات غرب المستشفى الكويتي في مدينة رفح جنوبي القطاع وأوضحت تفجير ناقلة جند إسرائيلية بعبوتي شواظ، واستهداف ناقلتي جند أخريين بقذيفة الياسين 105 وقذيفة التاندوم.

### الصفة الغربية
الاقتحامات والاشتباكات واغتقال أسرى محررين
اندلعت اشتباكات مسلحة في جنين حيث اندلعت الاشتباكات بين مقاومين وقوات الاحتلال أثناء توغلها في منطقة الإسكان في المدينة كما اقتحمت القوات حي حرش السعادة في جنين، وتعرضت بلدة اليامون غرب المدينة لاقتحام مماثلقالت واقتحم جيش الاحتلال الإسرائيلي مخيم العين وبلدة كفر قليل في نابلس واقتحمت قوات إسرائيلية قبيل مدينة قلقيلية قبل أن تنسحب منها لاحقا، وانسحبت من المدينة بعد أن اعتقلت 3 أسرى محررين، واقتحمت القوات شارع الكركفة وسط مدينة بيت لحم.
مقتل 3 مقاومين
استشهد 3 فلسطينيين وجرح 4 آخرين في بلدة قباطية جنوبي جنين في اشتباكات مع قوات الاحتلال الإسرائيلي، تسببت في محاصرة نحو ألف طالب في مدرستين بالمنطقة، ونكلت قوات الاحتلال المقاومين الذين كانوا يعتلون سطح لأحد الأبنية.

### جنوب لبنان
استمرت الاشتباكات بين حزب الله وإسرائيل، حيث أعلن حزب الله عن استهدافه نقطة تموضع لجنود إسرائيليون في موقع المرج كما أعلن قصف مقر كتيبة السهل في ثكنة بيت هيلل الإسرائيلية بصلية من صواريخ الكاتيوشا، وقصف بالصواريخ مرابض المدفعية الإسرائيلية في نافيه زيف، بالمقابل شن الجيش الإسرائيلي غارات استهدفت نحو 100 موقع في جنوب لبنان، حيث آصيب 4 أشخاص جراء غارة جوية إسرائيلية استهدفت بلدة الحنية في قضاء صور بالجنوب. وقتل جندي ان إسرائيليين نتيجة استهداف صواريخ حزب الله على قرية يعارا ومنطقة راميم ريدج على الحدود في منطقة الجليل.

### أخرى
العراق
أعلنت المقاومة الإسلامية في العراق استهداف هدفاً في حيفا بواسطة الطيران المسير.

## 20 سبتمبر

### غزة
الغارات الجوية والقصف
استمر الثصف العنيف على مناطق متفرقة من قطاع غزة، حيث استشهد 9 فلسطينيين بينهم أطفال ونساء وإصابة آخرين في قصف إسرائيلي استهدف منزلًا في منطقة تل النويري غرب مخيم النصيرات وسط القطاع، واستشهد 6 فلسطينيين بينهم أطفال استشهدوا بغارة جوية إسرائيلية استهدفت منزلا لعائلة أبو الهطل في مدينة غزة، كما استشهد مواطن فلسطيني في غارة إسرائيلية على بيت لاهيا شمالي قطاع غزة. وأفيد بإستشهاد 13 شخصًا بينهم 3 أطفال و3 نساء في قصف إسرائيلي استهدف منزلين بينهم منزل لعائلة "ظهير" في منطقة مصبح شمالي مدينة رفح.
المعارك
أعلنت كتائب القسام استهداف آليتين وقوة إسرائيلية تحصنت بمنزل وخوض اشتباكات في مدينة رفح، موضحة إستهداف جرافة عسكرية إسرائيلية من نوع «D9» بقذيفة «الياسين 105» قرب مفترق «جورج» الشرقي في مدينة رفح واستهداف دبابة إسرائيلية من نوع «ميركفاه» بقذيفة «الياسين 105» شرق حي التنور بمدينة رفح وتمكنها من استهداف قوة إسرائيلية تحصنت داخل أحد المنازل شرق حي التنور بمدينة رفح بقذيفة “TBG« مضادة للتحصينات وقذيفة مضادة للأفراد وإيقاع أفرادها بين قتيل وجريح.

### جنوب لبنان

القيادي بحزب الله إبراهيم عقيل والذي أغتيل في الغارة الإسرائيلية

شهدت جبهة جنوب لبنان اشتباكات عنيفة حيث أعلن أعلنت حزب الله قصفه القاعدة الأساسية للدفاع الجوي الصاروخي التابع لقيادة المنطقة الشمالية في موقع «بيريا» الإسرائيلي وقصف مقرّ الكتيبة الصاروخية والمدفعية في ثكنة يوآف وقصفت مقرّ الدفاع الجوي والصاروخي في موقع «كيلع» الإسرائيلي ومقرّ قيادة لواء المدرّعات 188 التابع للفرقة 36 في قاعدة «العليقة» الإسرائيلية بصليات من صواريخ الكاتيوشا وأعلنت استهداف مقر قيادة فرقة «الجولان 210» في «نفح» ومقر مستحدث للفرقة "91" في أييليت هشاحر بصلية من صواريخ الكاتيوشا، فيما قالت وسائل إعلام إسرائيلية، إن أكثر من 200 صاروخ أطلق من لبنان في الصلية الأخيرة التي استهدفت الجليل وصفد والجولان السوري المحتل، وجبل ميرون، ودوّت صفارات الإنذار في أكثر من 20 مستوطنة إسرائيلية.
غارة إسرائيلية على بيروت وإغتيال قيادي بحزب الله
شنت إسرائيل غارة جوية في الضاحية الجنوبية ببيروت استهدفت قائد عمليات حزب الله إبراهيم عقيل، وأسفرت الغارة عن مقتل 12 شخصا على الأقل، من بينهم عقيل، وإصابة 66 آخرين.
سوريا
أدت غارة إسرائيلية على موقع قرب مطار دمشق الدولي في العاصمة دمشق إلى مقتل مستشار أمني بكتائب حزب الله العراق.

## 21 سبتمبر

### غزة
أعلنت وزارة الصحة في غزة عن استشهاد 119 فلسطينياً وجرح 209 على الأقل في غارات ومجازر إسرائيلية خلال الـ 72 ساعة الماضية، مما يرفع حصيلة الشهداء الفلسطينيين في غزة إلى 41,391.
قصف مستمر ومجزرة في خانيونس
استمر القصف الإسرائيلي المستمر، حيث استشهد فلسطيني وأصيب آخرون في قصف إسرائيلي استهدف مواطنين في شارع الثلاثيني في مدينة غزة، فيما استشهد 5 من العاملين في وزارة الصحة بغزة وجرح آخرين في قصف إسرائيلي استهدف مستودعا تابعا للوزارة في منطقة مصبح شمال رفح. واستمرارًا للمجازر استشهد 6 أضحاص في قصف إسرائيلي لمنزل يعود عائلة «القاعود» بمنطقة بطن السمين جنوب مدينة خان يونس.
مجزرة مدرسة الزيتون
أدا غارة إسرائيلية على مدرسة «الزيتون ج» التي تؤوي نازحين وخيام جانبها في حي الزيتون جنوب مدينة غزة عن استشهاد 22 شخصًا بينهم 13 طفلًا و6 نساء وجنين عمره 3 أشهر وجرح 30 آخرين. وإدعى الجيش الإسرائيلي إنه استهدف مجموعة من نشطاء حماس في غرفة قيادة داخل المبنى، وقال إنها كانت تستخدم لتنفيذ هجمات ضد أهداف إسرائيلية.
المعارك
أعلنت كتائب القسام الاستيلاء على آلية عسكرية إسرائيلية مفخخة وطائرات مسيرة تابعة لجيش الاحتلال الإسرائيلي في المنطقة الشرقية لمدينة رفح، ونشرت الكتائب مقطعا مصورًا يظهر فيه أحد مقاتليها وهو يتفقد الآلية العسكرية وقال إنها مليئة بالمتفجرات وسيتم تفكيك ها وأظهر المقطع طائرات مسيرة استولت عليها واستعراضا لصور التقطتها المسيرات، وأعلنت استهداف جرافة عسكرية من نوع «دي 9» بقذيفة «الياسين 105» شرق حي التنور بمدينة رفح، وأعلنت إيقاع أفراد قوة إسرائيلية بين قتيل وجريح باستهدافهم بقذيفة «تي بي جي» مضادة للتحصينات وأخرى مضادة للأفراد بعد تحصنهم في منزل شرق حي التنور واستهداف دبابة «ميركافا» بقذيفة «الياسين 105» في الحي نفسه.

### الضفة الغربية
اقتحامات واعتقالات
إقتحنت قوات الاحتلال الإسرائيلي بلدة المزرعة الشرقية شرق رام الله، واقتحمت بلدة سبسطية شمال غرب مدينة نابلس، وبلدتي حجة وباقة الحطب في قلقيلية شمال الضفة واقتحمت مدينة جنين ومخيمها واندلعت اشتباكات في المخيم، كما شنت حملة اعتقالات شملت 20 فلسطينيا على الأقل من الضفة الغربية، بينهم أسرى سابقون.

### جنوب لبنان
هجمات لحزب الله وقصف إسرائيلي لبلدات
أعلن حزب الله استهداف «القاعدة الأساسية للدفاع الجوي الصاروخي التابع لقيادة المنطقة الشمالية» في ثكنة «بيريا» واستهداف مركز تموضع كتيبة استطلاع 631 التابع للواء «غولاني» في ثكنة «راموت نفتالي» ومقر قيادة كتيبة السهل في ثكنة «بيت هلل» بصواريخ الكاتيوشا. واستهداف موقع جل العلام بقذائف المدفعية واستهداف ثكنة «زرعيت» بأسلحة صاروخية ومقر الدفاع الجوي والصاروخي في ثكنة «كيلع» بصلية من صواريخ الكاتيوشا، فيما شنت الطائرات الإسرائيلية سلسلة غارات على قرى وبلدات لبنانية جنوبية. فيما أعلنت وزارة الصحة اللبنانية ارتفاع شهداء الغارة الإسرائيلية على بيروت يوم أمس إلى 37 شهيدًا بينهم مدنيين أطفال ونساء ووجود نحو 16 مفقود.

## 22 سبتمبر

### غزة
أفادت وزارة الصحة في غزة باستشهاد 40 فلسطينياً وجرح 58 على الأقل في غارات ومجازر إسرائيلية خلال الـ 24 ساعة الماضية، مما يرفع حصيلة الشهداء الفلسطينيين في غزة إلى 41,431.

### الضفة الغربية
شنت قوات الاحتلال اقتحاماته واعتقالات، في نابلس أصيب 3 فلسطينيين بينهم طفلان بالرصاص الحي خلال مواجهات مع قوات الاحتلال الإسرائيلي، في البلدة القديمة من المدينة بعد إقتحام قوات خاصة تابعة لجيش الاحتلال الإسرائيلي حوش المسلماني في البلدة القديمة وسط إطلاق للقنابل الدخانية والصوت اتجاه المواطنين واندلعت اشتباكات مسلحة بين مقاومين وقوات الاحتلال خلال اقتحامها مدينة نابلس، وفي الخليل اعتقلت قوات الاحتلال مواطنا من بلدة يطا بعد مداهمة منزله واقتحمت قوات الاحتلال بلدة حجة شرق قلقيلية وفي رام الله، جرفت قوات الاحتلال مساحات واسعة من أراضي قرية أم صفا شمال غرب رام الله برفقة جرافات عسكرية، وشرعت بأعمال تجريف واسعة في منطقة جبل الراس. وأصيب جندي إسرائيلي من وحدة الاستطلاع «هاروف» التابعة للواء كفير «بإصابات خطيرة» خلال مواجهات في جنين.
اقتحام وإغلاق مكتب الجزيرة
اقدمت قوات الاحتلال الإسرائيلي على مداهمة واقتحام مكتب قناة الجزيرة في رام الله وصادرت المعدات والأجهزة ومنعت طاقم من المكتب من العمل كما مزقت ملصقاً لمراسلة الجزيرة القتيلة شيرين أبو عاقلة، قبل أن تأمر بإغلاق المكتب لمدة 45 يوماً بموجب «أمر عسكري».

### جنوب لبنان
استهداف حزب الله لقاعدة عسكرية إسرائيلية
أعلن حزب الله استهداف قاعدة ومطار رامات دافيد بعشرات من الصواريخ من نوع «فادي-1» و«فادي-2» كرد على الهجمات والمجازر الإسرائيلية واغتيال إبراهيم عقيل، وأفادت وسائل إعلام إسرائيلية بأنّ أكثر من 100 صاروخ ثقيل أطلقت من لبنان وسقطت في الجليل الأعلى وجنوب حيفا، مؤكدةً أنّ النيران تصاعدت لجهة قاعدة «رامات دافيد« الجوية ، فيما قال الجيش الإسرائيلي أنه نفط غارات على مواقع تابعة لحزب الله، وأدى الهجوم لمقتل قُتل شخض أثناء انطلاق صفارات الإنذار وإصابة ثلاثة أشخاص على الأقل نتيجة إطلاق صفارات إنذار.

### العراق
أعلنت المقاومة الإسلامية في العراق مهاجمة «قاعدة الأغوار الشمالية العسكرية الإسرائيلية بواسطة الطيران المسير، كما أعلنت المقاومة عن تنفيذها 3 عمليات طالت أهدفاً حيوية في إسرائيل عبر الطيران المسيّر وبصواريخ الأرقب «كروز مطور» وبالطائرات المسيرة.

## 23 سبتمبر

### غزة
استمر القصف الإسرائيلي العنيف على مناطق متفرقة من قطاع غزة، حيث أدى قصف لطائرات الاحتلال لمنزل في محيط مستشفى شهداء الأقصى لاستشهاد 5 شهداء هم أمُُ و4 أطفال وعدد من الجرحى، فيما أدى قصف إسرائيلي آخر لمدرسة خالد بن الوليد شرقي مخيم النصيرات وسط قطاع غزة عن استشهاد 3 أشخاص بينهم امرأة وطفلة وإصابة آخرين.

### الضفة الغربية
اندلعت مواجهات بين جنود الاحتلال وعدد من المواطنين في عربونة شرق جنين، بعد اقتحام قوات الاحتلال الإسرائيلي للقرية، ما أدى لإصابة فلسطينيين اثنين برصاص قوات الاحتلال.

### جنوب لبنان
غارات إسرائيلية كثيفة
نفّذت طائرات الاحتلال الإسرائيلي غارات على شكل أحزمة نارية في منطقتي صور والنبطية، حيث استهدفت قرى أقضية صور والنبطية وبنت جبيل والزهراني ومرتفعات إقليم التفاح وبحسب الوكالة الإخبارية الرسمية زاد عدد الغارات التي استهدفت مناطق الجنوب وحده على 80 غارة خلال نصف ساعة فقط، ما أدى لإصابة عدد من المدنيين بجروح واستشهد مدني وأُصيب 6 آخرون من جراء غارة إسرائيلية استهدفت جرود بلدة بوداي في البقاع.

### العراق
أعلنت المقاومة الإسلامية في العراق قصفها بواسطة الطيران المسيّر قاعدة مراقبة للواء غولاني التابع لـجيش الاحتلال الإسرائيلي في شمالي إسرائيل، وهذا بعد تنفيذ 5 عمليات أخرى بنفس اليوم.

## 24 سبتمبر

### غزة
أفادت وزارة الصحة في غزة بإستشهاد 12 فلسطينياً على الأقل في غارات ومجازر إسرائيلية خلال الساعات الأربع والعشرين الماضية، مما يرفع حصيلة الشهداء الفلسطينيين في غزة إلى 41,467.
الغارات الجوية والقصف
إستمر القصف الإسرائيلي العنيف على مناطق متفرقة من قطاع غزة، حيث استشهد 5 أشخاص وجرح من 10 إصابات جراء استهداف منزل لعائلة أبو حرب بمنطقة قيزان النجار في خان يونس، واستشهد شخصان وجرح 5 آخرين جراء استهداف منزلا لعائلة أبو جربوع بمنطقة التحلية في خان يونس، فيما استشهد اثنين وأصيب 3 آخرين جراء قصف استهدف سيارة مدنية قرب مفترق المطاحن شرق دير البلح وسط القطاع. فيما أستشهد 3 فلسطينيين وأصيب عدد آخر في قصف إسرائيلي استهدف منزلا في حي التوام شمال غرب قطاع غزة.
مجزرة بقصف منزل في النصيرات
أدى قصف إسرائيلي على منزل لعائلة «الوصيفي» في مخيم النصيرات وسط قطاع غزة لإستشهاد نحو 13 شخصًا بيننم أطفال ونساء وجرح آخرين.

### أخرى
العراق
أعلنت المقاومة الإسلامية في العراق استهداف بالطيران المسيّر "الأرفد" هدفاً في الجولان السوري المحتل.

## 25 سبتمبر

### غزة
وأفادت وزارة الصحة في غزة بإستشهاد 28 فلسطينياً على الأقل وجرح 88 آخرين في مجازر وغارات إسرائيلية خلال الساعات الأربع والعشرين الماضية، مما يرفع حصيلة الشهداء الفلسطينيين في غزة إلى 41,495.
الغارات الجوية والقصف
استمر القصف الإسرائيلي على مناطق متفرقة من القطاع، حيث أدى قصف إسرائيلي على منزل بحي النصر شمال شرق مدينة رفح لإستشهاد أمًّ و5 من أطفالها، فيما أدى قصف إسرائيلي آخر استهدف منزلًا بـمخيم النصيرات وسط قطاع غزة لاستشهاد 6 أشخاص بينهم امرأة وطفل وإصابة آخرين، واستمرارً للقصف أدى قصفا إسرائيلي استهدف خيمة تؤوي نازحين غربي مخيم النصيرات عن استشهاد شخصين وعدد من المصابين، واستشهد 3 فلسطينيين إثر قصف إسرائيلي استهدف منزلًا لعائلة جندية في شارع المغربي بحي الصبرة جنوبي مدينة غزة، وفي مدينة خان يونس استهدفت غارة إسرائيلية شقة سكنية لعائلة أبو حرب وأسفرت عن استشهاد 4 وإصابة آخرين، وأسفرت غارة إسرائيلية أخرى استهدفت منزلًا لعائلة أبو جرغون عن مقتل شخصين.
المعارك
أعلنت كتائب القسام وسرايا القدس إستهداف موقعاً هندسياً إسرائيلياً شمالي محور «نتساريم» جنوبي غربي مدينة غزة، بقذائف «الهاون» العيار الثقيل، أعلنت كتائب القسّام أنها أوقعت قبل يومين رتلاً من آليات إسرائيلية في كمين محكم، أعدّته على خط إمداد قوات الاحتلال المتوغلة في شرقي رفح،موضحة استهداف في الكمين 3 جرافات عسكرية من نوع «D9»، ودبابتين من نوع «ميركافا» أثناء مرورها على مفترق «جورج» الشرقي بقذائف «الياسين 105» وعبوات العمل الفدائي.
- قالت قوات الشهيد عمر القاسم جناح للجبهة الديمقراطية لتحرير فلسطين العسكري أنها فجّر عبوةً ناسفةً في ناقلة جند إسرائيلية من نوع «إيتان» شرقي رفح.[230]

### الضفة الغربية
استشهاد شاب واقتحامات واعتقالات
استشهد شاب فلسطيني متأثراً بجراحه وأصيب 3 آخرين برصاص الاحتلال الإسرائيلي خلال اقتحامه مخيم الفوار بمدينة الخليل جنوب الضفة مساء اليوم الماضي، واقتحمت قوات الاحتلال الإسرائيلي مدينة طولكرم شمالي الضفة، بلدتي قطنة وبدو شمال غربي القدس، واقتحمت قوات الاحتلال مخيم شعفاط شمال القدس، وأطلقت الرصاص وقنابل الغاز المسيل للدموع صوب المواطنين ومنازلهم، وشنت حملة اعتقالات منهم حيث اعتقلت رئيس المجلس البلدي لقرية كفل حارس شمال غربي سلفيت بعد اقتحام منزله، واعتقلت 3 شبان في منطقة سدة الفحص جنوب مدينة الخليل، واعتقلت 8 شبان فلسطينيين خلال اقتحام مخيم الدهيشة في بيت 

### لبنان
استهداف حزب الله لمواقع إسرائيلية وقصف إسرائيلي
أعلن حزب الله إستهداف مقر قيادة الموساد في ضواحي تل أبيب بصاروخ باليستي من نوع «قادر 1»، وقال إنّ المقر المستهدف هو المسؤول عن اغتيال القادة وعن تفجير البايجرز وأجهزة اللاسلكي، وقالت وسائل إعلام إسرائيلية أنّ صفارات الإنذار دوّت في تل أبيب ولفتت لأصوات انفجارات سُمعت في «الشارون» وفي «غوش دان» في منطقة الوسط. وأعلن حزب الله استهداف قاعدة «إيلانيا» شمال إسرائيل بصلية من صواريخ «فادي 1»، وأعلن الحزب قصف مقر قيادة المنطقة الشمالية في الجيش الإسرائيلي في «قاعدة دادو» في صفد بعشرات الصواريخ، بالتزامن أيضًا أعلن الحزب قصف مصنع المواد المتفجّرة في منطقة «زخرون» جنوبي حيفا بصلية من صواريخ «فادي 3»، وأن وحدات الدفاع الجوي له تصدت لطائرتين حربيتين «مُعاديتين» مقابل بلدتي حولا وميس الجبل بالأسلحة المناسبة، وأجبرتهما على مغادرة الأجواء اللبنانية، كما أعلن قصف مستوطنة «كريات موتسكين» بصليات من صواريخ "فادي 1".
القصف الإسرائيلي على البلديات الجنوبية
شن طيران جيش الاحتلال الإسرائيلي غارات، منتصف ليل هذا اليوم طالت عدّة بلدات في الجنوب والبقاع، إضافة لمنطقة الجيّة جنوب بيروت، حيث شملت الغارات على البقاع شرقي البلاد: مدينة بعلبك ودورس، والجمالية، وبريتال، والخضر، وأمهز، ومفرق شعث وطريق نحلة، وحوش الرافقة، والخضر، ورياق، وسهلي سرعين واللبوة. واستمر القصف الإسرائيلي بلا توقف حيث ارتفعت حصيلة ضحايا الشهداء إثر الغارات الجوية إلى نحو 51 شخصًا فيما جرح 223 شخصاً حسب ما أعلن وزير الصحة اللبناني.
- إستشهد ما لا يقل عن ثلاثة أشخاص وأصيب 13 آخرون في غارة جوية إسرائيلية على عين قانا في لبنان.[238]
- إستشهد الصحفي والمصور في قناة المنار كامل كركي في غارة جوية إسرائيلية على بلدة القطرة جنوب لبنان.[239]
- قُتل أربعة أشخاص وجُرح سبعة آخرون في غارة جوية إسرائيلية على بلدة جون جنوب لبنان.[240]
- وزعم الجيش الإسرائيلي أنه دمر 60 هدفًا لاستخبارات حزب الله.[241]
- استشهد خمسة أشخاص بينهم طفل رضيع في غارة جوية إسرائيلية على بلدة شحور.[242]

### العراق
أعلنت المقاومة الإسلامية في العراق عن تنفيذها عملية بالطيران المسيّر استهدفت هدفاً قرب غور الأردن في الأراضي الفلسطينية المحتلة، واستهداف هدف حيوي وعسكري في شمال إسرائيل «نصرة لغزة ولبنان» وذلك بواسطة صاروخ «الأرقب - كروز مطور» فيما ذكرت وسائل إعلام إسرائيلية ان المسيّرة العراقية استهدفت قاعدة رامون العسكرية، مؤكدة فشل الدفاعات الجوية في التصدي لها. وتباعيةً أعلنت الجماعة استهداف هدفاً في الجولان المحتل بالطيران المسيّر. أعلنت أيضًا مساء اليوم شن هجوماً جوياً بالطيران المسيّر ضدّ «هدف حيوي تابع للاحتلال الإسرائيلي» في إيلات (إم الرشراش المحتلة)، جنوبي إسرائيل، فيما قالت وسائل إعلام إسرائيلية أن الهجوم تم عبر 3 مسيّرات.

## 26 سبتمبر

### غزة
القصف الإسرائيلي المستمر
استمر القصف الإسرائيلي على مناطق مختلفة من القطاع، حيث استشهد 5 فلسطينيين، بينهم طفلان في قصف إسرائيلي استهدف منزلًا لعائلة المطري بمنطقة الضابطة الجمركية شرقي مدينة خان يونس، وانتشل جثمان شهيد وجرح عدد من المصابين بقصف إسرائيلي لمنزل عائلة فارس في منطقة حي الأمل غربي مدينة خان يونس، أما في جباليا انتشلت طواقم الإسعاف؛ شهيدة و9 جرحى جراء استهداف منزل في شارع اليفاوية بمخيم جباليا.

### الضفة الغربية
اقتحامات واعتقالات
اقتحمت قوة من جيش الإحتلال الإسرائيلي محال تجارية ومطبعة لأسير فلسطيني في قرية صفا غرب رام الله، واقتحم جيش الاحتلال البلدة ودهم منازل فلسطينية واعتقل مواطنين اثنين، واقتحم أيضًا مدينة البيرة وسط الضفة، واعتقل أسيرين محررين قبل انسحابها، واقتحم الجيش الإسرائيلي عددا من أحياء مدينة نابلس ودهم منازل واعتقل سيدة و3 شبان، ونفذ جيش الاحتلال عملية عسكرية في بلدة دورا جنوبي الخليل، دهم خلالها عشرات المنازل واعتقل فلسطينيين، وأصيب شاب بالرصاص.

### جنوب لبنان
استهدافات لحزب الله وقصف إسرائيلي
في اليوم الثالث من التصعيد المستمر، أعلن حزب الله قصف مواقع إسرائيلية فيما شن جيش الاحتلال الإسرائيلي عدة غارات أسفرت عن مجازر، وأعلن حزب الله قصف مُجمعات الصناعات العسكرية لشركة رفائيل في منطقة «زوفولون» شمال مدينة حيفا بِصليات من الصواريخ، حيث أطلق نحو 30 صاروخاً خلال رشقة واحدة، من لبنان نحو عكا وخليج حيفا فيما قال الجيش الإسرائيلي إنه قصف نحو 75 هدفا لحزب الله في لبنان. وأطلق نحو 45 صاروخًا من جنوب لبنان على إسرائيل.
أدى القصف الإسرائيلي في بلدة عيتا الشعب إلى استشهاد ثلاثة أشخاص جراء بينما قتل مواطن سوري وأصيب آخر في بلدة قانا، وطال القصف بلدات كفرتبنيت وكفرمان والنبطية، والكرك بالبقاع شرقي لبنان، ما أسفر عن مقتل 9 أشخاص، وجرح أكثر من 10 آخرين. واستشهد 23 سوريا على الأقل معظمهم من النساء والأطفال في غارة إسرائيلية على مبنى من ثلاثة طوابق في بلدة بونين.

## 28 سبتمبر

### غزة
أفادت وزارة الصحة في غزة بإستشهاد 52 فلسطينياً على الأقل في غارات ومجازر إسرائيلية خلال الـ48 ساعة الماضية، مما يرفع حصيلة الشهداء الفلسطينيين في غزة إلى 41,586.
القصف الإسرائيلي المستمر
استمر القصف الإسرائيلي على مناطق وسط غزة، حيث استشهد 4 فلسطينيين وأصيب 11 آخرون بقصف جوي ومدفعي إسرائيلي استهدف منزلا وتجمعا للمواطنين شرق مخيم النصيرات، فيما استشهد فلسطيني وأصيب آخرين بقصف مدفعي إسرائيلي استهدف المناطق الشمالية الشرقية لمخيم المغازي وسط القطاع.

### العراق
أعلنت المقاومة الإسلامية في العراق تنفّيذ عمليةً بواسطة الطيران المسيّر ضدّ هدف حيوي تابع للاحتلال الإسرائيلي في الجولان السوري المحتل، وشنّ عمليتين ضدّ هدفين آخرين تابعين لإسرائيل أحدهما عسكري في شمالي إسرائيل والآخر حيويّ في جنوبيّها، وأعلنت أيضاً أنّها هاجمت «هدفاً حيوياً في شمالي الأراضي المحتلة» للمرة الثالثة خلال ساعات الفجر.

### اليمن
أعلنت القوات المسلحة التابعة لجماعة الحوثيون أعلنت استهداف مطار بن غوريون «مطار يافا» أثناء وصول رئيس الوزراء الإسرائيلي بنيامين نتنياهو بصاروخ «فلسطين2» البالستي.

### سوريا
استشهاد رجل وزوجته جراء غارة إسرائيلية استهدفت منزلهما في بيت سابر في جبل الشيخ في ريف دمشق في سوريا.

## 29 سبتمبر

### غزة
أفادت وزارة الصحة في غزة بإستشهاد 9 فلسطينيين على الأقل في غارات ومجازر إسرائيلية خلال الـ25 ساعة الماضية، مما يرفع حصيلة الشهداء الفلسطينيين في غزة إلى 41,595.
القصف الإسرائيلي
استشهد 3 فلسطينيين وجرح آخرين في قصف إسرائيلي استهدف شقة سكنية بمحيط مفترق الشعبية وسط مدينة غزة، وفي مدينة غزة أيضًا استشهد وجرح فلسطينيين جراء غارة إسرائيلية على منزل في محيط مدرسة صلاح الدين غرب المدينة، فيما استشهد شخص وجرح آخرين في قصف إسرائيلي استهدف منزلا بمخيم النصيرات. واستشهد شخصان وأصيب آخرون بينهم نساء وأطفال في قصف إسرائيلي استهدف منزلًا في منطقة العلمي بمخيم جباليا شمال القطاع.
استهداف مدرسة تأوي نازحين
استهدفت طائرات الاحتلال الإسرائيلي مدرسة تأوي نازحين في منطقة السلاطين في بيت لاهيا بصاروخين غرفتين صفيتين ما أدى لاستشهاد 4 أشخاص وجرح نحو 15 آخرين، وإدعى جيش الاحتلال الإسرائيلي انه استهدف المدرسة بذريعة تواجد مسلحين من حماس فيها.

### الضفة الغربية
اقتحامات واعتقالات
شنت قوات الاحتلال اعتقالات واقتحامات لمناطق متفرقة، حيث في طوباس أصيب ستة شبان برصاص قوات الاحتلال واعتقلت أحدهم إضافة إلى أسير محرر خلال اقتحام بلدة عقابا شمال طوباس واتدلاع اشتباكات فيها بين القوات ومقاومين، وفي رام الله اعتقلت قوات الاحتلال أربعة مواطنين من رام الله والبيرة، وفي الخليل اقتحمت قوة كبيرة من جنود الاحتلال بلدة سعير شمال شرق مدينة الخليل واعتقلت 3 شبان، وفي قلقيلية، اعتقل جيش الاحتلال خمسة مواطنين من بلدة عزون شرق قلقيلية، وفي نابلس، اعتقل جيش الاحتلال شابة فلسطينية من شارع المريج بعد مداهمة منزلها، وفي جنين اعتقل جيش الاحتلال شابين بعد اقتحام بلدة عرابة ومداهمة منزلهما ومنزل الأخير في يعبد، وشرعت آليات عسكرية إسرائيلية في تجريف أراضٍ فلسطينية بمساحة 15 دونمًا في بلدة سنجل بمحافظة رام الله وسط الضفة لإقامة جدار عازال.
اشتباكات
اندلعت اشتباكات عنيفة بين مقومين فلسطينيين وقوات الاحتلال الإسرائيلي في مخيم بلاطة بنابلس شمالي الضفة الغربية ومخيم عين السلطان بشمال أريحا شرقي الضفة، وقالت كتائب شهداء الأقصى أنها خاضت اشتباكات.

### جنوب لبنان
هجمات حزب الله
أعلن حزب الله شن هجوماً جوياً بسربٍ لمسيّرات انقضاضية على معسكر «ألياتكيم» مُستهدفًا أماكن تموضع واستقرار ضباط وجنود الاحتلال وأعلن وقصف تجمّعاً لجنود في مستعمرة شتولا بأسلحة صاروخية، أعلن حزب الله استهداف قوّة إسرائيلية في موقع «راميا» بقذائف المدفعية وقصف موقع “السماقة» الإسرائيلي في تلال كفرشوبا المحتلة بقذائف المدفعية، وقصف مستوطنتي «سونوبار» و«روش بينا» بصلياتٍ صاروخية، وقبلها أعلن حزب الله، قصفه معسكر «أوفيك» بصلية من صواريخ «فادي 1"». فيما إدعى الجيش الإسرائيلي إنه قصف نحو 120 هدفا لحزب الله. وإدعت كذلك إسرائيل اغتيال 20 قياديًا بحزب الله.
قصف صفد
أعلن حزب الله قصف مدينة صفد بصلية صاروخية وقصف مستوطنة «ساعر» بصلية صاروخية، واستهداف تحرّكاتٍ لجنود في مستوطنة «المنارة» بأسلحة صاروخية واستهداف معسكر «أوفيك» بصليةٍ من صواريخ «فادي 1». فيما ذكر الجيش الاسرائيلي ان نحو مليون شخص هرعوا إلى الملاجئ.
قصف إسرائيلي لبلدات ومدن لبنانية
شنّت طائرات الاحتلال عدة غارات على مدينة صور استهدفت إحداها شقةً سكنيةً، وعلى بلدات المجادل، القاسمية، باريش وعيتا الشعب وكوثرية الرز، واستهدفت المدفعية الإسرائيلية بلدة شبعا بصورة عنيفة، واستشهد 3 أشخاص على الأقل في غارة إسرائيلية استهدفت مركزاً للهيئة الصحية الإسلامية في بلدة حومين الفوقا، واستهدفت غارة أخرى بلدة جبشيت في قضاء النبطية، واستشهد 4 أشخاص وجرح 4 آخرين إثر غارة إسرائيلية على جب جنين ويحمر في البقاع الغربي وقالت وزارة الصحة اللبنانية أن 21 شخصًا استشهد وجرح 47 آخرين حصيلة أولية للغارات الإسرائيلية على منطقتي بعلبك والهرمل شرقي البلاد.
مجزرة في بلدة العين
أدت غارة إسرائيلية على بلدة عين الدلب شرق مدينة صيدا جنوبي لبنان عن استشهاد 24 شخصا وجرح 29 آخرون في حصيلة أولية.

### اليمن
قصف إسرائيلي على الحديدة
شن طيران الجيش الإسرائيلي قصفًا بعشرات الطائرات أهدافا في اليمن شملت ميناء ومطار مدينة الحديدة غربي اليمن، وهو ما أسفر حسب وزارة الصحة التابعة للحوثيون عن استشهاد 4 أشخاص وجرح 29 آخرين. وقال الجيش الإسرائيلي إن عشرات الطائرات التابعة له ضربت أماكن بما في ذلك محطات الطاقة وميناء بحري يستخدمه الحوثيون لنقل الأسلحة الإيرانية إلى الأراضي التي يسيطرون عليها في اليمن.

### العراق
أعلنت المقاومة الإسلامية في العراق استهدافها بالصواريخ أهدافاً منفصلة في إيلات «أم الرشراش» جنوب إسرائيل وذلك بواسطة الصواريخ وبسرب من الطائرات المسيرة.

### سوريا
استهدف قصف صاروخي مقرّ قوة المدرّعات الأميركية المتمركزة في قاعدة حقل “كونيكو» الغازي في دير الزور شرقي سوريا،

## 30 سبتمبر

### غزة
أفادت وزارة الصحة في غزة بإستشهاد 20 فلسطينياً وجرح 108 تعلى الأقل في غارات ومجازر إسرائيلية خلال الـ25 ساعة الماضية، مما يرفع حصيلة الشهداء الفلسطينيين في غزة إلى 41,615.
القصف الإسرائيلي
استمر القصف الإسرائيلي، حيث قصف الجيش الإسرائيلي مدرسة أبو جعفر وتؤوي أعدادا كبيرة من النازحين في حي السلاطين في بيت لاهيا شمالي قطاع غزة وأدى لاستشهاد اثنين وجرح آخرين وإدعى جيش الاحتلال الإسرائيلي إنه استهدف غرفة قيادة لحماس، واستشهد 4 أشخاص هم أم وزوجها وطفلاهما إثر قصف إسرائيلي استهدف منزلا لعائلة العديني بمحيط منطقة البركة بمدينة دير البلح وسط القطاع، واستشهد 3 فلسطينيين وجرح آخرون إثر قصف مسيّرة إسرائيلية سيارة مدنية قرب مدينة حمد شمال خان يونس، فيما أفيد باستشهاد فلسطيني وأصيب آخرون بقصف إسرائيلي استهدف منطقة المواصي التي تؤوي نازحين في غرب مدينة رفح، واستشهد 3 أشخاص وجرح آخرين جراء استهداف مجموعة من المواطنين في محيط متنزه بلدية غزة وسط المدينة.
المعارك
أعلنت كتائب القسام جناح عسكري لحركة حماس استهداف آليات وجنودا للاحتلال الإسرائيلي بكمبن مركب في منطقة الفخاري شرقي مدينة خان يونس موضحة تدمير ناقلتي جند واستهدفت دبابة ميركافا وجرافتين عسكريتين بالعبوات وقذائف الياسين 105 وإيقاع طواقمها بين قتيل وجريح، فيما قالت الكتائب أنها استهدفت دبابة ميركافا بعبوة شواظ وجرافة عسكرية من نوع «D9» بقذيفة تاندوم في منطقة الشوكة شرقي مدينة رفح، كما استهدفت قوة إسرائيلية راجلة بعبوة أفراد وأوقعتهم بين قتيل وجريح شرق المدينة. فيما أعلنت سرايا القدس تنفيذ عمليتين ضدّ قوات الاحتلال في محور «نتساريم» جنوبي غربي مدينة غزة، حيث قصفت تمركزاً لجنود إسرائيليين في محيط مبنى قصر العدل في المحور بصواريخ «107»، واستهدفت تموضعات لقيادة الجيش الإسرائيلي في موقع «أبو عريبان» ومحيط المستشفى التركي في «نتساريم» بصواريخ «107» وقذائف الهاون من العيار الثقيل.

### الضفة الغربية
اقتحمت قوات الاحتلال الإسرائيلي عدة مدن وقرى في الضفة واعتقلت عدد من الفلسطينيين، حيث اقتحمت قوات الاحتلال مدينة نابلس وأطلقت فنابل صوتية وحطمت صرح الشهداء في منطقة المخفية وداهمت عدد من المنازل، ووقعت اشتباكات بين مقاومين وقوات الاحتلال في مخيم عسكر للاجئين في المدينة واعتقلت 5 فلسطينيين «منهم نقيب الأخصائيين الاجتماعيين والنفسيين بفلسطين»، وفي بلدة تقوع جنوب مدينة بيت لحم اعتقلت قوات الاحتلال 10 شبان واعتقلت أسير محرر بعد اقتحام منزله في المدينة، وفي مدينة القدس اقتحمت قوات الاحتلال مخيم قلنديا شمالها وداهمت عددا من منازل مواطنين واعتقلت شابين من منزليهما واقتحمت قوات كبيرة من شرطة وجيش الاحتلال برفقة جرافة عسكرية مخيم شعفاط العسكري شمال مدينة القدس المحتلة وشرعت بهدم منشآت تجارية قرب حاجز مخيم شعفاط وفي الخليل جنوب الضفة اقتحمت قوات الاحتلال منطقة جبل أبو رمان وفتشت مركبات فلسطينيين وحطمتها.
الاستيلاء وتجريف أراضي
استولت قوات الاحتلال الإسرائيلي على 57 دونمًا من أراضي بلدة كفر قدوم في مدينة قلقيلية شمال الضفة في ما قالت أنه بموجب أمر عسكري.

### لبنان
أعلن حزب الله استهداف قوة لجنود إسرائيليين عند بوابة مستوطنة شتولا بقذائف مدفعية وأعلن عن عملية نوعية استهدفت فيها تحركات لجنود إسرائيليين في البساتين المقابلة لبلدتي العديسة وكفركلا، كما استهدف مستوطنة كفار جلعادي الإسرائيلية بصاروخ «نور»، وأعلن استهدافه بأسلحة صاروخية تجمّعاً لجنود الاحتلال في مستوطنة «يفتاح» وآخر في «بيت سيدا» واستهدف تجمّعاً ثالثاً في مربض «الزاعورة» بصلية صاروخية وقصف حزب الله مستوطنات «كابري« و"ساعر" و"جيشر هزيف" ومدينة صفد المحتلة بصليات صاروخية واستهدف قاعدة «الناعورة» بصلية من صواريخ «فادي 2» قوة مشاة إسرائيليةً في موقع «الصدح» بقذائف مدفعية.
قصف منطقة الكولا في بيروت
أدت غارة إسرائيلية استهدفت شقة سكنية ضمن بناية من عدة طبقات في منطقة الكولا في بيروت إلى استشهاد 4 أشخاص وجرح آخرين، فيما أعلنت الجبهة الشعبية لتحرير فلسطين عن استشهاد 3 من قيادتها وعضوين مكتبها السياسي في الغارة.
قصف إسرائيلي لبلدات ومدن
استمر القصف الإسرائيلي بلدات ومدن مختلفة في لبنان، حيث شنت الطائرات الإسرائيلية سلسلة غارات إسرائيلية استهدفت المناطق الممتدة من البقاع الغربي حتى البقاع الشمالي والرمل وقالت مصادر لبنانية أنها أسفرت عن استشهاد 12 شخصًا واستشهدت امرأة مسنّة في غارة على منزل في النبي عثمان في البقاع الشمالي وسحمر ولبايا ومشغرة في البقاع الغربي، وفي محافظة بعلبك استهدفت غارات إسرائيلية حوش السيد علي شمال قضاء الهرمل عند الحدود مع سوريا والنبي عثمان، وقال الجيش الاسرائيلي انهأطلق نحو 100 صاروخًا على مواقع في لبنان. وأعلن الجيش اللبناني مقتل عسكري جراء ضربة من مسيّرة إسرائيلية استهدفت دراجة نارية لدى مرورها على حاجز في منطقة الوزاني جنوب لبنان.
وأعلنت وزارة الصحة اللبنانية استشهاد 105 أشخاص وإصابة 359 إثر الغارات الإسرائيلية التي استهدفت بلدات وقرى جنوب لبنان والبقاع وبعلبك الهرمل والضاحية الجنوبية لبيروت.
اغتيال قيادي بحماس
أدت غارة إسرائيلية استهدفت منزل في مخيم البص في جنوب لبنان إلى استشهاد قائد حماس في لبنان وعضو قيادة الحركة في الخارج فتح شريف أبو الأمين مع زوجته وابنته وابنه.

### العراق
أعلنت المقاومة الإسلامية في العراق عن تنفيذها عدّة عمليات ضد الاحتلال الإسرائيلي، حيث أوضحت باستهدافها هدفاً حيوياً بواسطة صواريخ “الأرقب» ومهاجمة أهداف حيوية في كلٍ من حيفا وميناء حيفا ووسط إسرائيل «الأراضي الفلسطينية المحتلة» بالطيران المسيّر.
استهداف قاعدة أمريكية
استهدفت معسكر فيكتوريا العسكري الأميركي في محيط مطار بغداد منتصف ليل هذا اليوم، حيث أفيد بوقوع 4 انفجارات ودوس صفارات الإنذار.

### اليمن
أعلن المتحدّث العسكري باسم الحوثيون أنّ «الدفاعات الجوية اليمنية» تمكّنت من إسقاط طائرة أميركية من نوع «MQ9» وذلك أثناء ما آسماه «تنفيذها مهام عدائية» في أجواء محافظة صعدة. almayade

### سوريا
أفاد مصدر عسكري سوري بشنّ الاحتلال الإسرائيلي غارة جوية عبر الطيران الحربي والمسيّر من اتجاه الجولان السوري المحتل مستهدفاً عدداً من النقاط في مدينة دمشق و «تصدي وسائط دفاعنا الجوي لصواريخ العدوان والطيران المسير وإسقاط معظمها» ما أسفر عن استشهاد 3 أشخاص مدنيين، وإصابة 9 آخرين بجروح.

## أنظر أيضًا
الخط الزمني للحرب الفلسطينية الإسرائيلية (أكتوبر 2024)